# Histoire de la botanique

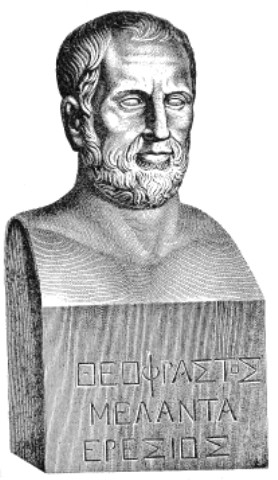
Buste de Théophraste, considéré comme le père de la botanique.

L'histoire de la botanique est l'exposition et la narration des idées, des recherches et des travaux liés à la description, à la classification, au fonctionnement, à la distribution et aux relations des organismes appartenant aux règnes des Champignons, des Chromistes et des Plantes au cours des différentes périodes historiques,.
Depuis l'Antiquité, l'étude des plantes a été abordée selon deux approches assez différentes : théorique et utilitaire. Du premier point de vue, qu'on appelle botanique pure, la science des plantes a été construite sur ses propres mérites comme partie intégrante de la biologie. Selon la conception utilitaire, la botanique appliquée a été conçue comme une discipline rattachée à la Médecine ou à l'Agronomie. Au cours des différentes périodes de son évolution l'une ou l'autre approche a prévalu, même si à ses origines - qui remontent au VIIIe siècle av. J.-C. - c'est l'approche de botanique appliquée qui a été dominante.
La botanique, comme beaucoup d'autres sciences, a atteint la première expression définie de ses principes et problèmes dans la Grèce antique, puis a poursuivi son développement dans la période de l'Empire romain.
Théophraste, disciple d'Aristote et considéré comme le père de la botanique, nous a légué deux œuvres importantes qui sont habituellement citées comme l'origine de cette science : De historia plantarum  (Histoire des plantes) et De causis plantarum (Causes des plantes).
Les Romains ont peu contribué aux fondements de la botanique, mais ils ont apporté une grande contribution à notre connaissance de la botanique appliquée à l'agriculture.
L'encyclopédiste romain, Pline l'Ancien, aborda les plantes dans les livres 12 à 26 des 37 volumes de son Naturalis historia.
On estime qu'à l'époque de l'Empire romain entre 1 300 et 1 400 plantes étaient répertoriées en Occident.
Après la chute de l'Empire au Ve siècle, plusieurs avancées acquises dans l'Antiquité durent être redécouvertes à partir du XIIe siècle, pour avoir été perdues ou ignorées pendant le haut Moyen Âge.
La tradition conservatrice de l'Église et le travail de quelques personnalités ont permis, bien que très lentement, l'avancement des connaissances sur les plantes au cours de cette période.
Aux XVe et XVIe siècles, la botanique s'est développée comme une discipline scientifique distincte de l'herboristerie et de la médecine, mais a continué de contribuer à ces deux domaines. Plusieurs facteurs ont permis le développement et le progrès de la botanique au cours de ces siècles : l'invention de l'imprimerie, l'apparition du papier pour la préparation des herbiers, et le développement des jardins botaniques, tous liés au développement de l'art et de la science de la navigation qui a permis la réalisation d'expéditions botaniques. Tous ces facteurs réunis ont permis une augmentation significative du nombre d'espèces connues et la diffusion des connaissances locales ou régionales à l'échelle internationale,.
Impulsée par les œuvres de Galilée, Kepler, Bacon et Descartes, la science moderne est née au XVIIe siècle. En raison de la nécessité croissante pour les naturalistes européens d'échanger idées et informations, on commence à créer les premières académies scientifiques.
Joachim Jungius a été le premier scientifique qui combina un esprit formé à la philosophie avec l'observation exacte des plantes. Il avait la capacité de définir les termes avec précision et de réduire ainsi l'emploi de termes vagues ou arbitraires en systématique. Il est considéré comme le fondateur du langage scientifique, qui fut développé plus tard par l'Anglais John Ray et perfectionné par le Suédois Carl von Linné.
On attribue à Linné plusieurs innovations centrales en taxinomie. Tout d'abord, l'utilisation de la nomenclature binomiale des espèces en relation avec une caractérisation morphologique rigoureuse de celles-ci. En second lieu, l'utilisation d'une terminologie précise. S'appuyant sur les travaux de Jungius, Linné a défini avec précision divers termes morphologiques qui sont utilisés dans ses descriptions de chaque espèce ou genre, en particulier les termes liés à la morphologie florale et à la morphologie du fruit.
Toutefois, le même Linné a noté les défauts de son système et a cherché en vain de nouvelles solutions. Son concept de la constance de chaque espèce fut un obstacle évident à l'établissement d'un système naturel puisque cette conception de l'espèce niait l'existence de variations naturelles, lesquelles sont essentielles pour le développement d'un système naturel. Cette contradiction a duré pendant une longue période et ne fut résolue qu'en 1859 grâce à l'œuvre de Charles Darwin.
Au cours des XVIIe et XVIIIe siècles, sont nées deux disciplines scientifiques qui, dès lors, ont influencé profondément le développement de tous les domaines de la botanique : l'anatomie et la physiologie végétale.
Les idées essentielles de la théorie de l'évolution par la sélection naturelle de Darwin ont influencé de manière significative la conception de la classification des plantes. Ainsi, sont apparues les classifications phylogénétiques, basées principalement sur des relations de proximité évolutive entre les différentes espèces, en reconstruisant l'histoire de leur diversification depuis l'origine de la vie sur Terre jusqu'à nos jours.
Le premier système reconnu comme phylogénétique est celui proposé dans le Syllabus der Pflanzenfamilien (1892) d'Adolf Engler connu par la suite sous le nom de système d'Engler, dont les nombreuses adaptations ultérieures ont formé la base d'un cadre de référence universel qui a structuré (et continuent de le faire) de nombreux traités de flore et herbiers dans le monde, même si certains de ses principes d'interprétation du processus évolutif chez les plantes ont été abandonnés par la science moderne.
Les XIXe et XXe siècles ont été particulièrement féconds pour la recherche botanique, conduisant à la création de nombreuses disciplines comme l'écologie, la géobotanique, la cytogénétique et la biologie moléculaire. Si ce domaine de recherche est quelque peu tombé en désuétude dans le courant du XXe siècle, il connaît un regain de vitalité depuis la fin de ce siècle, avec notamment les travaux de phylogénie et les analyses moléculaires de l'ADN marquées par la première publication de la séquence du génome d'une angiosperme, Arabidopsis thaliana, en 2000,.

## Antiquité

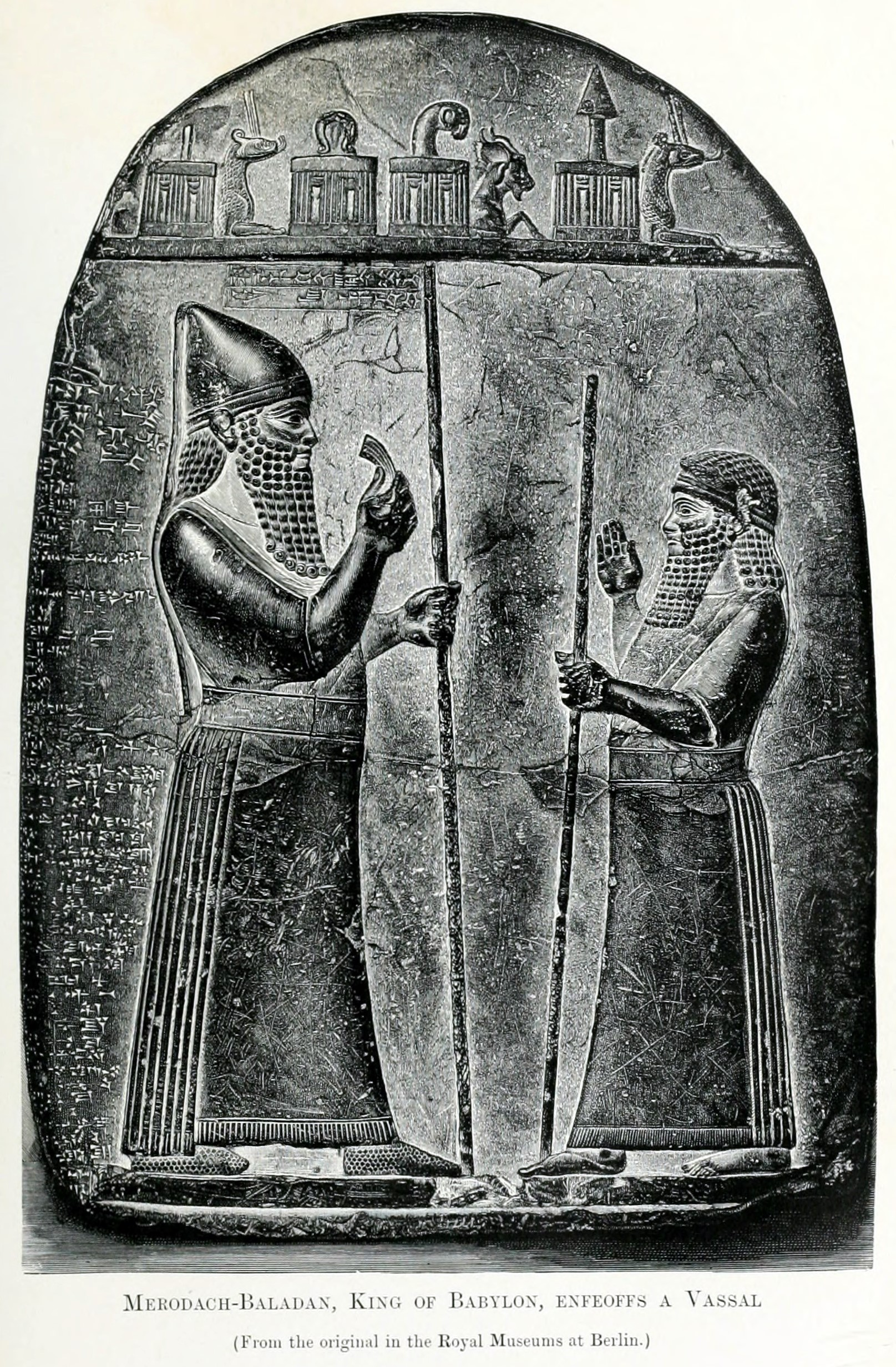
Merodach-Baladan II, roi de Babylone, original du musée de Berlin.

### Antiquité orientale
En raison de leur emploi dans l'alimentation, l'habillement et comme remède contre les maladies, l'utilisation des plantes est l'une des activités humaines qui a laissé les plus anciens documents historiques.
Les premiers, qui remontent au VIIIe siècle av. J.-C., sont inscrits sur une tablette assyrienne conservée au British Museum. Celle-ci, porte deux colonnes de noms sur ses deux faces, qui énumèrent pas moins de 61 noms akkadiens de plantes cultivées dans les jardins de Merodach-Baladan II (nom biblique de Mardouk-Appa-Iddin II).
La colonne I de la tablette commence par l'ail, suivi de l'oignon et du poireau, puis mentionne la laitue, le concombre et le radis, et se poursuit ensuite par les autres plantes comestibles, fourragères, condimentaires, médicinales et ornementales, qui étaient cultivées à l'époque en Mésopotamie,.
Dans la Chine ancienne, Shennong, connu aussi comme l'« Empereur des cinq grains », est un empereur et un héros culturel qui a vécu il y a environ 5000 ans. Il est considéré comme le « père de l'agriculture chinoise ». Shennong a enseigné à son peuple la culture des céréales comme source de nourriture afin d'éviter la chasse des animaux.
Néanmoins, le premier texte spécifiquement liée à la botanique jamais enregistré est Tzu-I Pên Tshao Ching (« Pharmacopée classique de Tzu-I ») et tout indique qu'il a été écrit du vivant de Confucius ou peu de temps après (Ve siècle av. J.-C.).
Le Vriksá-ayurveda de Parashara est l'une des contributions les plus notables à la botanique de l'Inde ancienne. En raison de son style linguistique, on suppose que ce livre a été écrit entre le Ier siècle av. J.-C. et le IVe siècle.
Dans cet ouvrage, diverses disciplines botaniques sont abordées, y compris les origines de la vie, l'écologie, la répartition des forêts, la morphologie, la classification, la nomenclature, l'histologie et la physiologie des plantes. On présume qu'il a été écrit par Parashara pour enseigner la botanique aux étudiants de l'Ayur-Veda  (médecine hindoue).
Les descriptions de la morphologie de la plante étaient assez détaillées. Parashara connaissait la cellule (rasakosa) et la chlorophylle (ranjakena pacyamanat).
En outre, deux types de plantes sont mentionnées : dui-matrika (dicotylédones) et eka-matrika (monocotylédones). Les plantes sont également classées dans des « familles » (gana vibhaga : « division en groupes ») qui sont actuellement considérées comme des groupes naturels et sont reconnus par la taxinomie moderne, tels que  Sami Ganiya  (légumineuses),  puplika Ganiya  (Rutacées),  Suastika Ganiya  (Crucifères),  Ganiya pushpa tri  (Cucurbitacées),  Mallika Ganiya  (Apocynacées) et  kurchá Ganiya pushpa  (Composées),.

### Antiquité classique

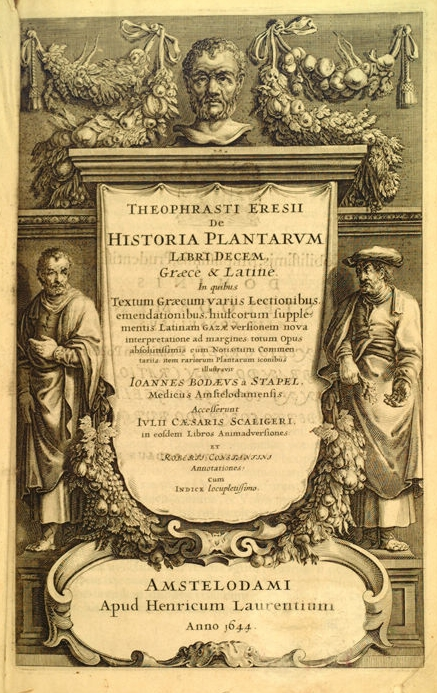
Frontispice de l'édition illustrée de 1644 du De historia plantarum de Théophraste.

La science des plantes, comme beaucoup d'autres, a connu la première expression définie de ses principes et problèmes dans la Grèce antique, et par la suite, c'est l'Empire romain qui a continué son développement. Parmi toutes les figures de cette période se détachent celles d'Aristote, de Théophraste, de Pline l'Ancien et de Dioscoride.
Aristote (384-322 A. C.) a compilé des informations précieuses sur des spécimens de plantes et d'animaux de la plus grande partie du monde connu à l'époque, classant les plantes en deux groupes, « plantes à fleurs » et « plantes sans fleurs », ces dernières comprenant les fougères, les mousses, les hépatiques, les champignons et les algues observées jusqu'alors.
Un premier intérêt scientifique, ou plutôt philosophique pour les plantes, se trouve dans l'œuvre du Grec Empédocle d'Agrigente (490-430 A. C.), représentant le plus connu de l'École pythagoricienne. Il a expliqué que les plantes ont non seulement une âme mais aussi une certaine forme de bon sens parce que, malgré tout ce qui les en empêche, elles insistent dans leur intention et croissent vers la lumière. Empédocle a également noté que l'organisme d'une plante ne forme pas un tout intégré, comme chez l'animal, mais il semble que toutes ses parties vivent et se développent indépendamment. Actuellement[Quand ?] on exprime la même idée en termes de développement ouvert ou indéterminé,.
Théophraste (372-287 A.C.) est un élève d'Aristote, dont il a hérité la direction du Lycée, en plus de sa bibliothèque. Théophraste nous a légué deux œuvres importantes qui sont habituellement citées comme les sources de la botanique en tant que science : De historia plantarum (« De l'histoire des plantes ») et De causis plantarum (« Des causes des plantes »). Le travail de Théophraste est le plus important sur le sujet de toute l'Antiquité et du Moyen Âge.
Dans le premier ouvrage, composé de 17 monographies, sont décrites 480 espèces, dont beaucoup de noms (tels que Crataegus, Daucus, Asparagus, Narcissus, entre autres) sont toujours utilisés. Théophraste a établi une classification des plantes en arbres, arbustes, arbrisseaux et herbes qui, bien que très artificielle, a eu une grande diffusion, et est considérée comme la première classification artificielle. Dans cet ouvrage, sont distinguées dans les herbes les plantes annuelles, bisannuelles et vivaces.
Dans De causis plantarum, Théophraste définit les concepts d'hypogynie, de périgynie et d'épigynie, c'est-à-dire l'idée que les fleurs peuvent être classées en fonction de la position relative de l'ovaire par rapport aux autres pièces florales. En outre, il a souligné les différences entre les plantes monocotylédones et dicotylédones et établi une liste descriptive des plantes médicinales. Théophraste a également reconnu les différences entre les différents tissus végétaux et développé des idées de base sur les différents types de reproduction asexuée et sexuée, concepts qu'il n'a cependant pas pris en compte dans son classement.
Les Romains ont abordé tout cela avec un sens plus pratique, moins lié à la science pure qu'à l'ingénierie et aux sciences appliquées. Un exemple pratique en est l'encyclopédie de Pline l'Ancien (23-79), Naturalis historia (Histoire naturelle), œuvre volumineuse dont on connait 37 livres, les volumes 12 à 27 étant consacrés aux plantes. C'est un recueil complet de faits et de fantaisies sur les êtres vivants dans lequel on confond parfois la réalité avec la fiction.
La même orientation pratique anime l'œuvre de Dioscoride (vers 40-90), médecin grec au service de l'armée impériale romaine. Son ouvrage De materia medica (« Sur la matière médicale »), dédié, comme son titre l'indique, à l'herboristerie, a eu une grande influence dans ce domaine de la connaissance jusque vers 1600,.
De materia medica, dans ses livres 3 et 4, détaille des observations de 600 plantes qui sont classées en fonction de leurs propriétés pharmacologiques, conduisant à la reconnaissance des groupes naturels de plantes, comme les labiées (Lamiaceae) et les ombellifères (Apiaceae), bien que leurs descriptions soient très concises. C'est un travail important qui réunit tout le savoir phytothérapique de l'époque, et dont l'influence a persisté jusqu'à la Renaissance.
On estime que 1 300 à 1 400 espèces de plantes étaient connues à l'époque de l'Empire romain.

## Moyen Âge

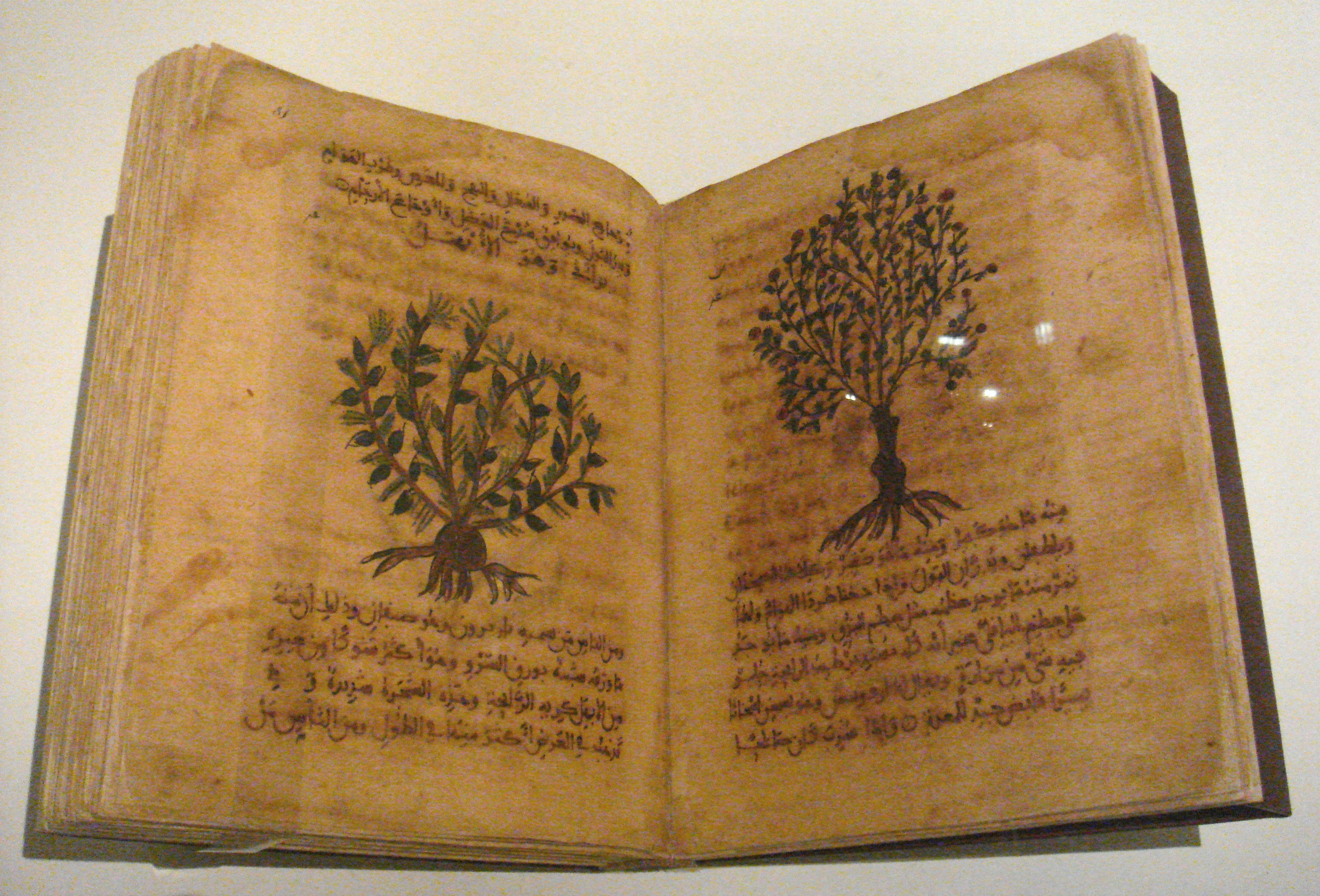
De materia medica de Dioscoride en langue arabe. Espagne,.

Plusieurs avancées acquises dans l'Antiquité, dont une partie avaient été perdues ou ignorées pendant le haut Moyen Âge, ont été redécouvertes à partir de XIIe siècle, après la chute de l'Empire romain au Ve siècle. Seule la tradition conservatrice de l'Église et le travail de quelques personnalités ont assuré, bien que très lentement, l'avancement des connaissances sur les plantes.
Au Moyen Âge il convient de noter la grande importance qu'ont eu les Arabes, qui dominèrent à cette époque une grande partie de l'Occident.
Au VIIIe siècle, Al-Asmai (v. 740-828), un linguiste de Bassora, en Irak, est l'auteur d'un ouvrage de botanique sur les plantes et les arbres, dans lequel il nomme 276 végétaux, dont beaucoup sont des désignations collectives.
Il a également donné un nom à toutes les plantes qui poussent dans les différentes parties de la péninsule arabique.
Le penseur kurde Ābu Ḥanīfah Āḥmad ibn Dawūd Dīnawārī (828-896) est considéré comme le fondateur de la botanique arabe pour son ouvrage Kitâb al-nabât (« Le livre des plantes »), dans lequel sont recensées au moins 637 espèces de plantes et qui expose le développement de la plante, de la germination à la sénescence, en décrivant les étapes de la croissance et de la production des fleurs et des fruits.
Au début du XIIIe siècle, le biologiste andalou Abu al-Abbas al-Nabati a mis au point une méthode scientifique pour la botanique, introduisant des techniques empiriques et expérimentales pour les essais et les descriptions des herbes médicinales, séparant les informations non vérifiées de celles soutenues par l'observation et l'expérimentation.
Son élève, Ibn al-Baitar (1197-1248), a écrit une encyclopédie pharmaceutique (Kitāb al-Jāmi' li-mufradāt al-adwiya wa-l-aghdhiya, « livre de compilation sur les médicaments et les aliments simples »), dans laquelle sont décrites 1400 espèces de plantes, aliments et médicaments, dont 300 sont de vraies découvertes.
Cet ouvrage, traduit en latin, eut une grande influence sur le développement des biologistes et des herboristes européens aux XVIIIe et XIXe siècles,,.
Sous le califat de Cordoue, se distingue l'ouvrage d'Abul-Qasim Khakaf ibn al Abbas al Zahravi, plus connu sous le nom d'Albucasis (936-1013), qui a écrit son Hygiène, œuvre qui contient 166 dessins de plantes assortis de commentaires.
Albertus Magnus (1193-1206) eut une importance centrale dans cette période. Son ouvrage, De vegetabilis et plantis libri septem (« Sept livres de végétaux et de plantes », 1250), composé de sept livres, constitue un essai d'inspiration aristotélicienne en ce qu'il traite des problèmes de physiologie végétale et d'une classification des plantes qui refonde celles d'Aristote et de Théophraste, distinguant les plantes « sans feuilles » (comprenant une grande partie des cryptogames) des plantes « à feuilles » (les plantes supérieures). Ces dernières, à leur tour, sont subdivisées en « plantes cortiquées » (appelées plus tard « monocotylédones) » et « plantes tuniquées » (connues par la suite sous le nom de dicotylédones),.

### L'herbier médiéval
Les spécialistes des plantes de la période manuscrite ont considéré qu'il était utile d'illustrer leurs écrits pour les rendre plus intelligibles ; dans ce but, ils ont incorporé dans leurs textes des illustrations en couleur. Mais les copistes successifs, au long d'une période de mille ans, ont inroduit des distorsions progressives, de sorte que les illustrations, au lieu d'être une aide, sont devenues un obstacle à la clarté et à la précision des descriptions. D'autre part, les auteurs qui renonçaient à intégrer des illustrations dans leurs textes, ont constaté que leurs descriptions textuelles étaient incapables de décrire les plantes avec une fidélité suffisante pour qu'on puisse les reconnaître, puisque les mêmes plantes recevaient des noms différents dans des lieux différents et, en outre, le langage botanique n'était pas développé. De sorte que, finalement, beaucoup d'auteurs renoncèrent à décrire les plantes et se contentèrent d'énumérer tous les noms qu'ils connaissaient pour chaque plante, ainsi que les maladies humaines pour lesquelles elles s'avéraient bénéfiques. Cette liste de noms communs de plantes et de leurs utilisations médicinales constitue l'herbier médiéval.

## Renaissance

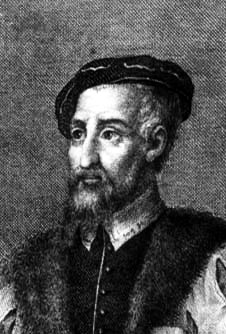
Andrés Laguna.

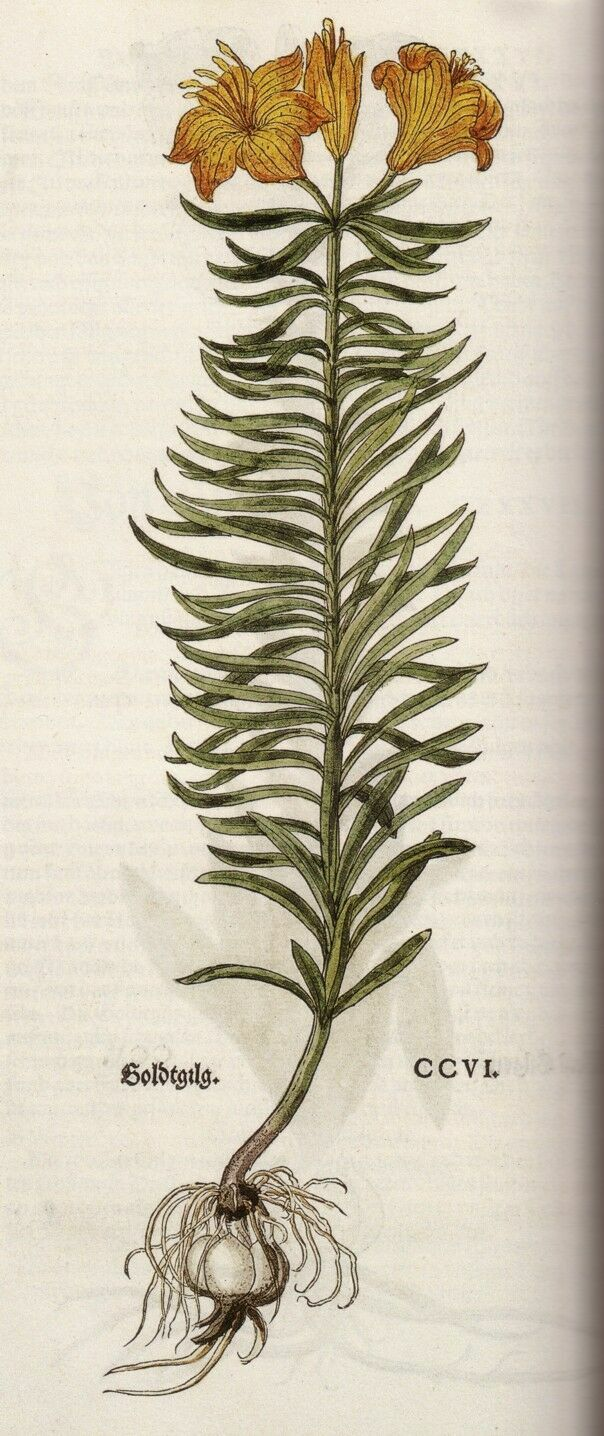
Dessin de Lilium bulbiferum in De historia stirpium commentarii insignes.

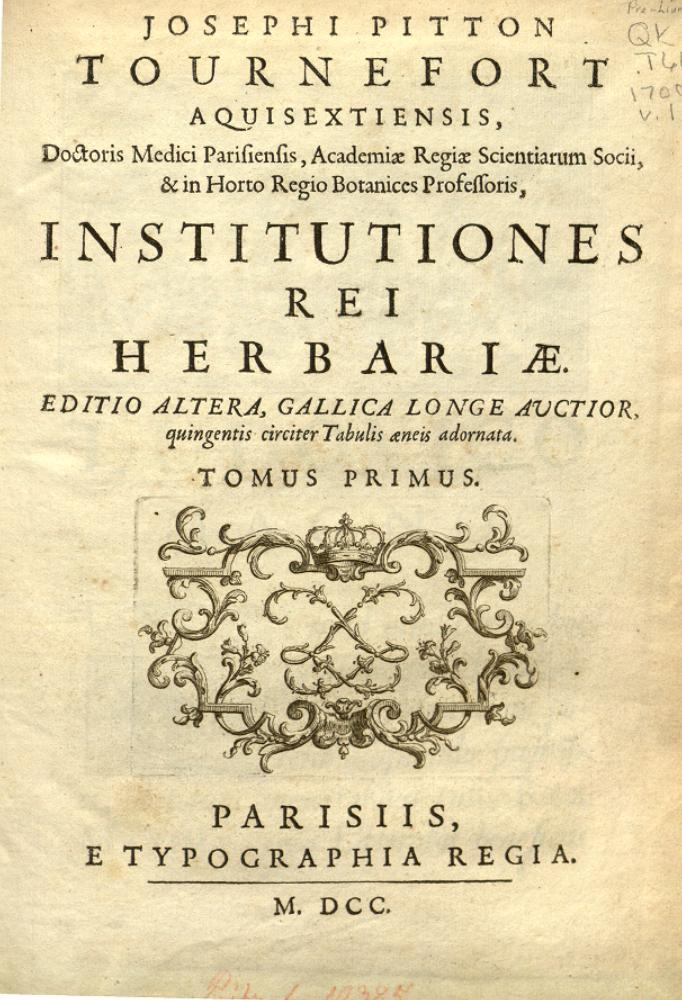
Couverture de Institutiones Rei Herbariae (1700).

La Renaissance représente une révolution dans le monde de la science, puisqu'on entreprend l'étude détaillée de l'univers matériel et de la nature humaine au moyen d'hypothèses et d'expériences, dont on espérait qu'elles conduiraient à la nouveauté et au changement. Plusieurs facteurs ont contribué au développement et au progrès de la botanique : l'invention de l'imprimerie, l'apparition du papier pour la préparation des herbiers, et le développement des jardins botaniques (le premier fut celui de Padoue en 1545), qui, conjointement, ont permis une augmentation significative du nombre des plantes connues, tout cela lié au développement des arts et de la science de la navigation qui a rendu possible la réalisation d'expéditions botaniques,
Le texte de Dioscoride n'a jamais été oublié, mais copié et parfois commenté et augmenté au cours du Moyen Âge et de la  Renaissance, non seulement en Europe mais aussi dans le monde islamique. La première version imprimée date de 1478, mais à partir de 1516 se sont succédé de nombreuses éditions illustrées et commentées, parmi lesquelles se détachent celle de l'Italien Andrea Mattioli, celle qui a probablement le plus contribué à la diffusion de l'œuvre de Dioscoride, ou l'édition espagnole d'Andrés Laguna.
Au XVIe siècle les premiers jardins botaniques sont fondés dans le nord de Italie. L'étude empirique des plantes de chaque pays et des plantes exotiques, apportées par les explorateurs européens et cultivées dans les jardins, a redémarré. On se met à publier des traités et des catalogues qui ne se limitent plus à reproduire ou simplement commenter les travaux des Anciens, mais qui, une fois prouvée l'insuffisance des catalogues antiques, cherchent à obtenir et à présenter une connaissance exhaustive de la diversité des plantes. Le schéma de classification suivi était à cette époque débiteur de celui de Théophraste. Au début du XVIe siècle, un groupe de botanistes d'Europe centrale se sont particulièrement intéressés aux vertus curatives des plantes et se sont efforcés de dessiner et décrire fidèlement les plantes qui poussaient dans leur patrie ; ils ont publié leurs observations dans des livres « sur les herbes » ou « herbiers », de sorte qu'ils sont connus comme « herboristes ».
Ces herbiers, contenant une liste et une description de nombreuses herbes, avec leurs propriétés et vertus, en particulier en ce qui concerne leur utilisation comme plantes médicinales, avaient la vertu de compléter et, plus tard, de remplacer les connaissances transmises oralement. Les premiers herbiers de ce type donnaient seulement des renseignements sur les propriétés médicinales, réelles ou imaginaires d'un groupe de plantes. Au fil du temps, ces herbiers ont couvert un plus grand nombre d'espèces, beaucoup d'entre elles manquant de valeur médicinale, mais avec certaines caractéristiques inhabituelles ou ornementales.
Le nombre d'exemplaires de ces herbiers manuscrits a dû être assez limitée. L'invention de l'imprimerie a rendu possible non seulement de multiplier le nombre de ces ouvrages, mais aussi la reproduction des dessins avec une meilleure qualité que celle de leurs prédécesseurs.
Le premier des herbiers écrit en Europe à cette période pendant laquelle, même si la référence d'une autorité scientifique incontestable restait le De materia medica de Dioscoride, augmenté progressivement par la description de nouvelles plantes des régions dans lesquelles vivaient les auteurs, fut Herbarium vivae Eicones de l'herboriste Otto Brunfels (1489-1535), publié à Strasbourg en 1530.
La phytologie (littéralement l'étude des plantes, ancien terme désignant la botanique), ce que l'anatomiste suisse Conrad Gessner appelle Res Herbaria (littéralement la chose des herbes) au XVIe siècle, prend son essor, entre 1530 et 1560, avec les herboristes allemands.

Conjointement avec Jérôme Bock et Leonhart Fuchs, Otto Brunfels est considéré comme l'un des pères de la botanique allemande.
L'ouvrage, (New) Kreuter Buch (« Nouveau livre des herbes », 1539), de Jérôme Bock (connu aussi sous le nom de Hieronymus Tragus, 1498-1554) a été reconnu non seulement pour ses descriptions de plantes, mais aussi comme une source de la langue allemande telle qu'elle se parlait au XVIe siècle. La première édition de son livre manquait d'illustrations, d'autant plus que Tragus ne pouvait pas en supporter le coût. Pour compenser le manque de représentations visuelles des plantes, Bock décrivit chaque spécimen clairement et soigneusement en allemand vernaculaire parlé alors, au lieu du latin habituellement utilisé dans ce type d'ouvrage. De même, au lieu de suivre Dioscoride comme le voulait la tradition, il créa son propre système de classification des 700 plantes qui composent le livre.
Le livre De historia stirpium commentarii insignes (« Commentaires remarquables à propos de l'histoire des plantes », 1542) de Leonhart Fuchs (1501-1566), n'a jamais été terminé, mais sa traduction en allemand, Neu Krauterbuch («  Nouveau livre des herbes », 1543) dans laquelle plusieurs pages sont consacrées à un lexique botanique et 500 espèces sont décrites, l'a été.
Dans cette période se détache également Matthias de L'Obel (ou Lobelius) (1538-1616), auteur de Stirpium adversaria nova (1570), publié plus tard sous le titre de Plantarum seu stirpium historia (1576) qui expose une classification basée sur les caractères des feuilles, qui, bien que cela conduise à des conclusions inexactes, évoque de manière très approximative la différence entre monocotylédones et dicotylédones.
Euricius Cordus (1486-1535) a écrit le  Botanologicon  (1534) et son fils, Valerius Cordus (1515-1544), est l'auteur d'ouvrages très importants comme Historia stirpium libri V (1561), publié après sa mort, dans lequel 502 espèces sont décrites avec d'excellentes illustrations. Charles de L'Écluse (Carolus Clusius, 1525-1609), éminent botaniste et horticulteur, est l'auteur de Rariorum plantarum historia, livre illustré de plus de mille gravures dans lequel il a essayé de regrouper les espèces par affinités, sur la base de descriptions morphologiques extrêmement précises.
Il a contribué à créer l'un des premiers jardins botaniques formels en Europe, le jardin botanique de l'université de Leyde. Comme horticulteur, il est connu pour avoir introduit la tulipe aux Pays-Bas et lancé sa culture et son amélioration génétique, ce qui quelques années plus tard donna naissance à l'une des premières spéculations financières mémorables, la tulipomania.
D'autres « herboristes » sont Rembert Dodoens, avec Stirpium historiae pemtades (1583), Tabernaemontanus, auteur d' Icones (1590), Adam Lonitzer, Jacques Daléchamps, Nicolás Monardes (Historia medicinal de las cosas que se traen de nuestras Indias Occidentales, « Histoire médicinale des choses qui sont tirées de nos Indes Occidentales ») et Conrad Gessner.
L'ouvrage Pinax theatri botanici (1623) du Suisse Gaspard Bauhin (1560-1624), recueille environ 6 000 espèces végétales que l'auteur s'est efforcé de classer, au lieu d'employer une liste alphabétique comme ses prédécesseurs. Toutefois, le critère utilisé n'était pas particulièrement innovant :  « arbres, arbustes et herbes ». Dans d'autres cas, sa classification était décidément artificielle, comme quand il réunit toutes les plantes utilisées comme condiments dans le groupe « Aromates ». Cependant, cet ouvrage est considéré comme l'expression maximum des herboristes européens parce que, d'une part, il commence la description des genres ou espèces et, d'autre part, il résume les descriptions d'espèces à l'aide de quelques mots seulement et, dans de nombreux cas, un seul, ce qui rappelle d'une certaine manière la nomenclature binomiale qu'imposerait Linné quelques années plus tard,.
La nécessité de standardiser les critères de classification a stimulé la recherche sur les parties de plantes et leurs fonctions. Andrea Cesalpino (1519-1603) dans ses De plantis libri XVI (1583) et  Appendix ad libros de plantis (1603), a expliqué que la classification devait être basée sur les caractéristiques objectives, sur les traits des plantes et non pas sur leur utilité. Sa réussite dans la réalisation d'un système naturel de classification a été limitée, mais il fut le premier à inclure l'étude des groupes de plantes jusque-là exclus, tels que les algues, les mousses, les fougères, les prêles, les champignons et les coraux est, bien avant que l'on comprenne que les champignons ne sont pas des plantes et que les coraux sont en fait des animaux. Sa classification est basée sur des caractères portant sur le port, le fruit, la graine et l'embryon (en excluant la fleur), et distingue quatorze sortes de plantes à fleurs et un quinzième pour les plantes sans fleurs ni fruits, et reconnait des groupes naturels comme les composées légumineuses, ombellifères, fagacées, crucifères et boraginacées. Cette classification a servi de base aux classifications ultérieures.

## Époque moderne
Le XVIIe siècle fut celui de la naissance de la science moderne, impulsée par l'œuvre de Galilée (1564-1642), Kepler (1571-1630), Bacon (1561-1626) et Descartes (1596-1650). Parce que la nécessité d'échanger des idées et des informations entre naturalistes européens allait croissante, on commence à fonder les premières académies scientifiques, telles que, en Italie, l'Accademia dei Lincei fondée en 1603, au Royaume-Uni, la Royal Society en 1660, et en France l'Académie des Sciences en 1666.
L'ouvrage de Théophraste, De historia plantarum, a servi de point de référence pendant plusieurs siècles et a été augmenté au XVIIe siècle par Giovanni Bodeo da Stapelio (1602-1636) qui ajouta des commentaires et des dessins, dans une édition publiée à Amsterdam en 1644 à titre posthume.
Joachim Jungius (1587-1657), philosophe, mathématicien et naturaliste allemand, a été l'une des principales figures de la science du XVIIe siècle. Ses œuvres, Doxoscopia (1662) et Isagoge phytoscopica (1679) sont parues après sa mort, grâce à ses étudiants. Ses théories botaniques, très en avance sur son temps, n'eurent aucune influence à l'époque. C'est John Ray (1627-1705) qui les utilisa plus tard dans ses travaux de classification botanique, et c'est grâce à ce dernier que Linné (1707-1778), à son tour, en prit connaissance,.

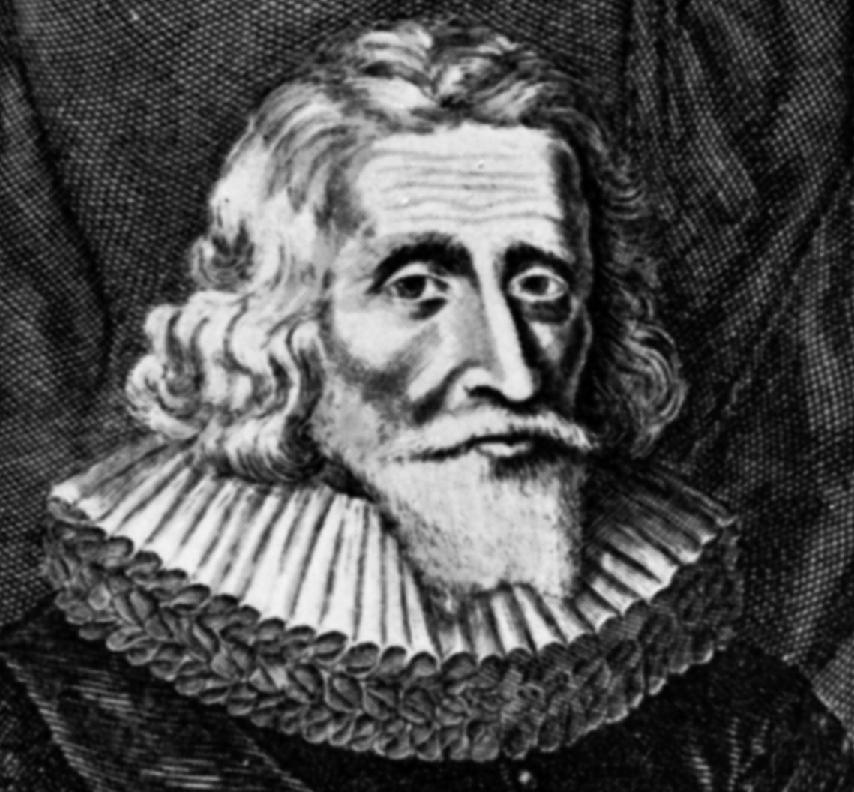
Joachim Jungius.

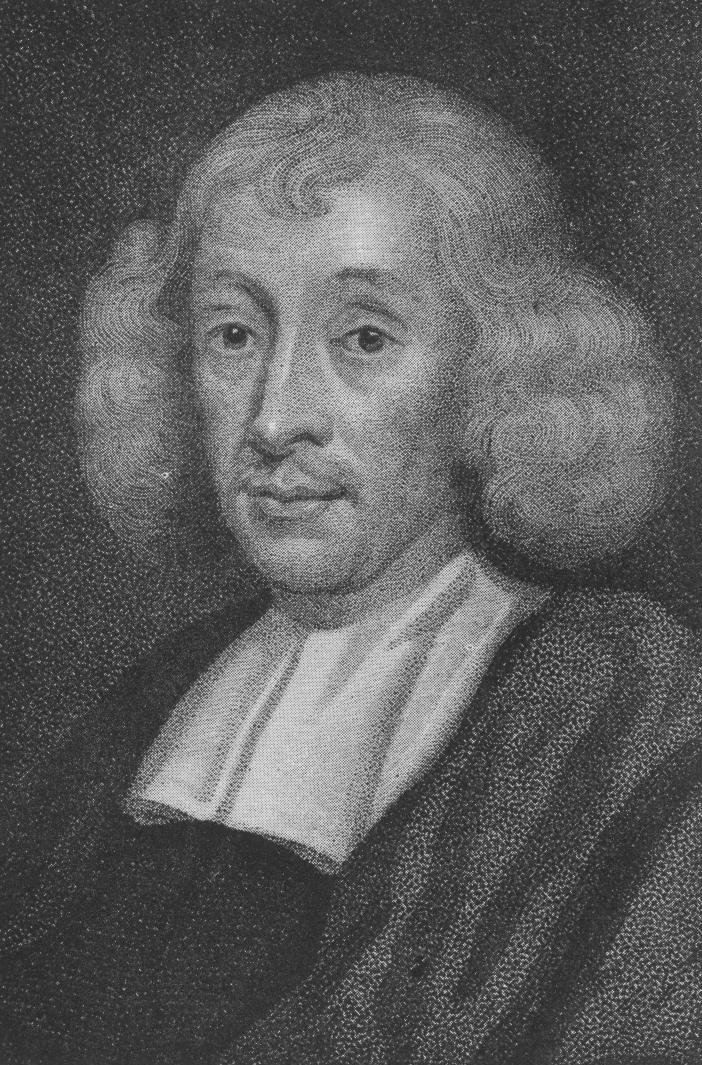
John Ray.

Jungius a été le premier scientifique allemand qui a combiné un esprit entraîné à la philosophie avec l'observation exacte des plantes. Il avait la capacité de définir les termes avec précision et de réduire ainsi l'utilisation de termes vagues ou arbitraires en systématique. Il est considéré comme le fondateur du langage scientifique, qui a été développé plus tard par John Ray et perfectionné par Linné.
Ses idées sur la classification des plantes et les caractères utiles pour distinguer les espèces peuvent être résumées par les citations suivantes :

« Si les plantes ne sont pas classées comme des espèces définies et si les genres ne sont pas organisés avec une méthode précise, mais par le caprice des uns ou des autres, alors l'étude des plantes sera interminable. »

« Les caractères qui sont choisis pour distinguer, comme des épines, la couleur, l'arôme, le goût, la valeur médicinale, l'habitat, la période de floraison, ainsi que le nombre de fleurs et de fruits, n'ont pas de continuité, et ne fournissent pas d'arguments pour distinguer les espèces. »

Le travail le plus important de systématique végétale au XVIIe siècle fut l' Historia generalis plantarum (« L'histoire générale des plantes ») de John Ray (1627-1705), sur lequel s'est basé Linné, qui l'a proclamé « fondateur » de la systématique. Ray, après une étude détaillée des embryons de diverses plantes, a tracé une ligne de séparation claire entre les monocotylédones et les dicotylédones dans la classification des « plantes parfaites », comme on les nommait alors.
Ray a adopté la terminologie créée par Jungius et fut le premier scientifique à utiliser les caractères reproductifs des plantes (ceux associés à la morphologie florale) comme base de son système de classification. Ray a tenté une première  classification naturelle des plantes et a expliqué sa méthode dans trois ouvrages : Methodus plantarum nova (1682), le premier volume d'Historia plantarum (1686) et Methodus emendata (1703). Dans ce dernier ouvrage, Ray a établi six règles qui font partie des principes fondamentaux de la systématique des plantes jusqu'à aujourd'hui : 

« ● Les noms (des plantes) ne doivent pas être modifiés pour éviter confusions et erreurs.
- Les caractéristiques doivent être définies exactement, ce qui signifie que celles basées sur des relations relatives, telles que la hauteur, doivent être évitées.
- Les caractéristiques doivent être facilement détectées par n'importe qui.
- Les groupes qui sont acceptés par presque tous les botanistes doivent être maintenus.
- Il faut veiller à ce que les plantes qui se trouvent liées ne soient pas séparées et que celles qui sont différentes ne soient pas réunies.
- Les caractéristiques ne devraient pas augmenter en nombre sans nécessité pour faire une classification fiable »

.
En se basant sur ces règles, Ray a essayé de déduire des relations plus larges (familles et genres), introduit les définitions de plusieurs genres et développé une clé pour la détermination des plantes.
Dans Historia Plantarum (1686-1704, 3 volumes) il classa 1800 plantes en 33 groupes, en utilisant à plusieurs reprises le système binaire développé par Bauhin.
Il a également donné la première définition de l'espèce et a amélioré la classification définie dans son « Methodus », qui est, cependant, restée artificielle car il a retenu comme premier critère de différenciation le port de la plante. Il établit, ensuite, deux grands groupes de plantes, les herbacées (Herbae) et les arbres (Arborae). Les plantes herbacées ont été subdivisées, à leur tour, en imparfaites (Imperfectae, les plantes sans fleurs) et parfaites (Perfectae, les plantes à fleurs). Ces dernières, enfin, ont été subdivisées - de même que le groupe des « Arborae » - en monocotylédones et dicotylédones.
Le problème des relations entre espèces, des définitions des genres et des familles, a également été abordé par d'autres botanistes. Le médecin et philosophe Augustus Quirinus Rivinus de Leipzig (1652-1725) (également connu sus le nom d'August Bachmann) a proposé une nomenclature binaire, semblable à celle actuellement en usage, dans laquelle il attribue à chaque espèce le nom du genre, suivi d'un adjectif spécifique propre à chacune. Il introduit la catégorie de l'ordre (correspondant au « grand genre » de John Ray et d'Andrea Caesalpino). Il est le premier à abolir l'antique division des plantes en herbes et arbres et insiste pour affirmer que la méthode la plus sûre pour différencier les plantes se réfère à leurs organes reproducteurs,.
Joseph Pitton de Tournefort (1656-1708) introduit une hiérarchie encore plus sophistiquée de classes, sections, genres et espèces. Il fut le premier à utiliser systématiquement un système polynomial de nomenclature, qui consiste à attribuer à chaque espèce un nom latin composé d'un nom générique et d'une phrase de plusieurs mots décrivant sans équivoque le taxon concerné (phrase de diagnostic),.
Par exemple, le premier nom de l'« herbe à chat » a été donné sous la forme du polynôme de cinq mots suivant : Nepeta floribus interrupte spiculatus pedunculatis, qui signifie « Nepeta à fleurs en épi pédonculé interrompu ». Le nom binomial actuel de cette espèce est Nepeta cataria. Le créateur de ce système de nomenclature binomiale est Linné.

### Péríode linnéenne

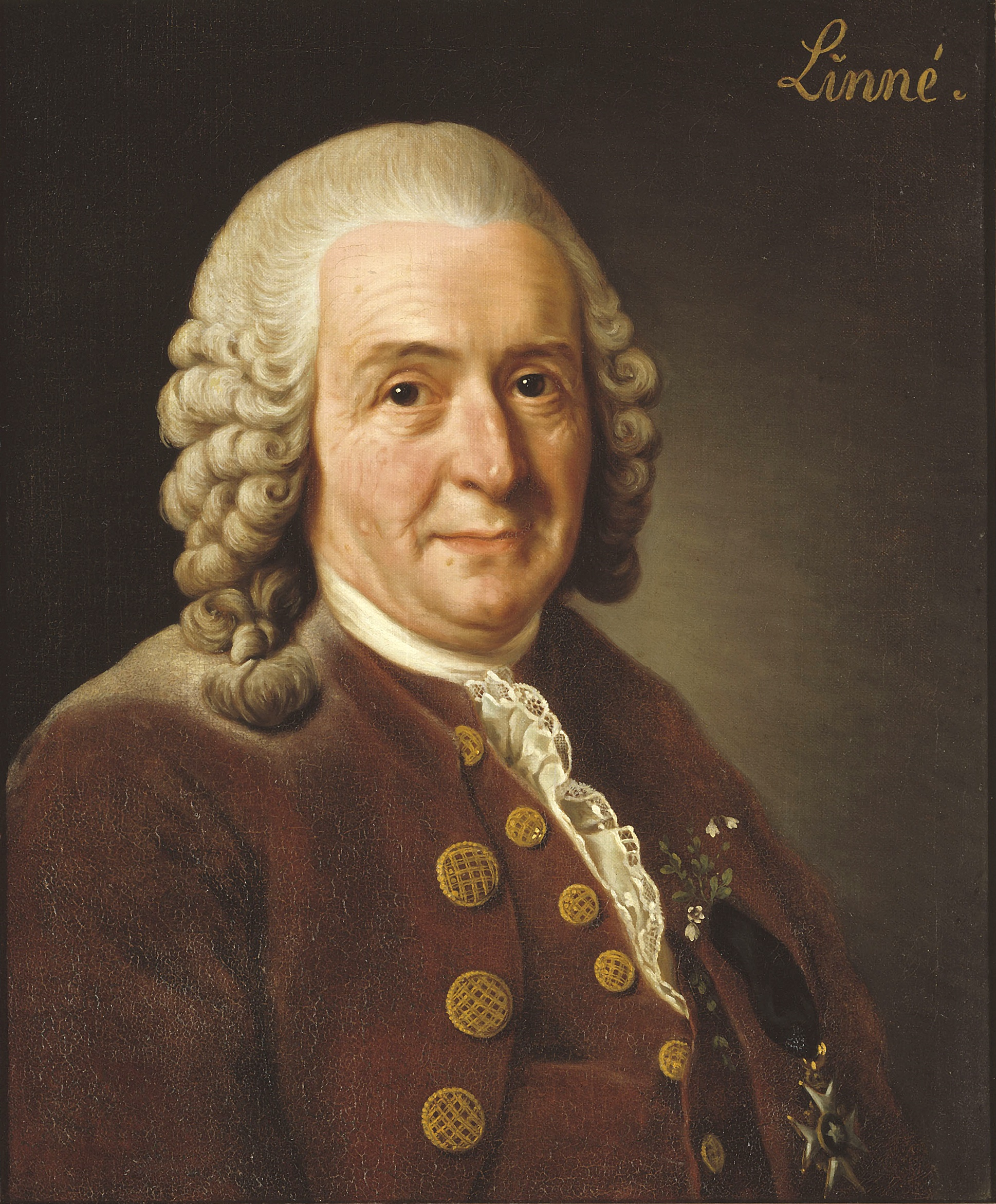
Carl von Linné.

L'ouvrage de Rudolf Jakob Camerarius (1665-1721), De sexu plantarum epistola (1694), a eu une grande importance car il a mis en évidence le caractère sexuel des fleurs, organes qui acquièrent dès lors une grande importance pour les botanistes comme critère de classification.
Avec l'idée de Camerarius sur la sexualité des fleurs commence le dernier système de classification artificielle et l'œuvre de l'un des botanistes les plus influents dans le développement ultérieur de la science des végétaux : Carl von Linné,.
Carl von Linné (Carolus Linnæus, L. ou Linné 1707-1778), publie en 1735 son Systema Naturae, dans lequel un système sexuel (clavis systematis sexualis) sépare les plantes en 24 classes selon les caractéristiques de l'androcée : 23 classes de plantes à fleurs et une dernière, la XXIV, dénommée « Cryptogamia » (définie comme la classe qui continet vegetabilia quorum fructificationes oculis nostris se subtrahunt, et structure ab aliis diversa gaudent, c'est-à-dire qui « contient les végétaux dont les fruits sont cachés à nos yeux et jouissent d'une structure différente des autres»), et subdivisée en 4 ordres qui correspondent aux fougères, mousses, algues et champignons,.

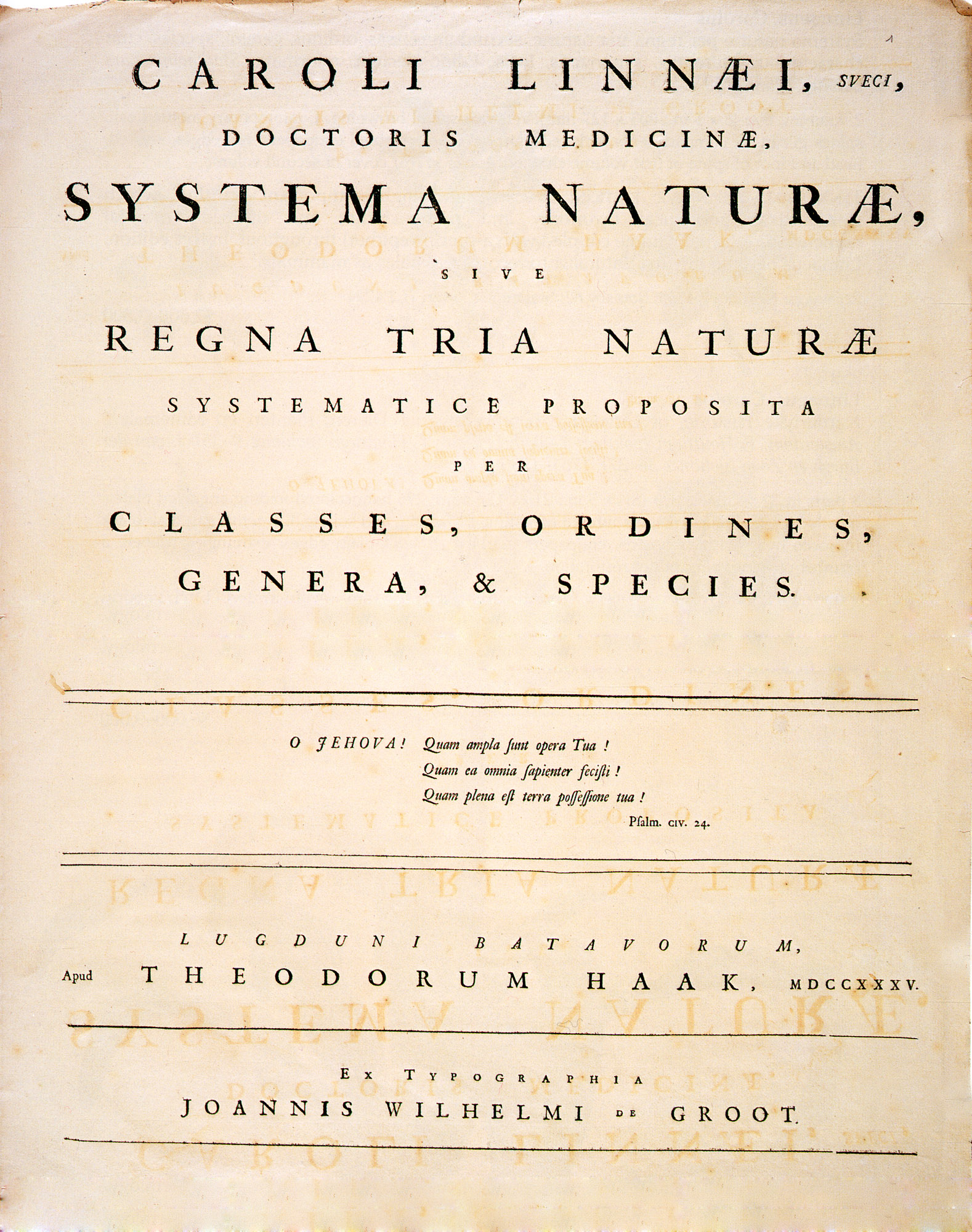
Systema naturae. Couverture de la première édition (Leyde, 1735).

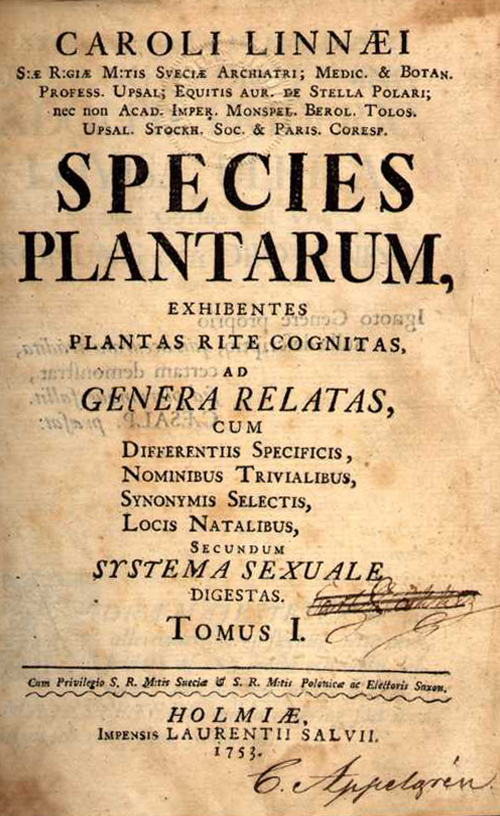
Species plantarum.

| - i Monandria, plantes à une seule étamine. - ii Diandria, plantes à deux étamines. - iii Triandria, trois étamines. - iv Tetrandria, quatre étamines. - v Pentandria, cinq étamines. - vi Hexandria, six étamines. - vii Heptandria, sept étamines. - viiiOctandria, huit étamines. - ix Enneandria, neuf étamines. - x Decandria, dix étamines. - xi Dodecandria, douze étamines. - xii Icosandria, plantes à plus de douze étamines, unies au calice. | - xiii Polyandria, plus de douze étamines, unies au réceptacle. - xiv Didynamia, étamines didynames. - xv Tetradynamia, étamines tétradynames. - xvi Monadelphia, étamines monadelphes. - xvii Diadelphia, étamines diadelphes. - xviii Polyadelphia, étamines polyadelphes. - xix Syngenesia, étamines aux anthères soudées. - xx Gynandria, étamines unies au pistil. - xxi Monoecia, plantes monoïques. - xxii Dioecia, plantes dioïques. - xxiii Polygamia, plantes polygames. - xxiv Cryptogamia, plantes sans fleurs. |

Dans  Classes plantarum  (1738), Linné ébauche une classification naturelle en établissant 28 ordres « naturels » correspondants approximativement à une famille actuelle, puisqu'il avait reconnu lui-même le caractère artificiel de son système précédent. Après la publication de ses ouvrages,  Genera Plantarum  (1737, 2e éd. 1754) et Philosophia Botanica (1751), paraît en 1753 le Species Plantarum, dans lequel il utilise systématiquement la nomenclature binomiale (déjà introduite dans « Oländska och Gothlänska Resa », 1745) pour décrire environ 6000 espèces (environ 1000 genres), en conservant la terminologie polynomiale antérieure avec la nouvelle terminologie binomiale. La première édition de cet ouvrage a été prise au Congrès de botanique de Vienne (1900), comme point de départ de la nomenclature botanique actuelle.
On attribue à Linné plusieurs innovations centrales dans la taxinomie. Tout d'abord, l'utilisation de la nomenclature binomiale des espèces en relation avec une caractérisation morphologique rigoureuse de celles-ci. En second lieu, l'utilisation d'une terminologie précise. Se basant sur le travail de Jungius, Linné définit précisément plusieurs termes morphologiques qui sont utilisés dans ses descriptions de chaque espèce ou genre, en particulier ceux liés à la morphologie florale et la morphologie de fruit. Linné pensait que le but de la botanique était d'établir un système naturel. Dans une de ses tentatives, il a essayé de formaliser un système basé sur le nombre, la distribution et le degré de fusion des pétales et des étamines (le « système sexuel de classification »). Cependant, le même Linné a noté les défauts de son système et a cherché en vain de nouvelles solutions. Son concept de la constance de chaque espèce fut un obstacle évident à l'établissement d'un système naturel puisque cette conception de l'espèce niait l'existence de variations naturelles, lesquelles sont essentielles pour la mise au point d'un système naturel. Cette contradiction est demeurée pendant une longue période et ne fut résolue qu'en 1859 grâce à l'œuvre de Charles Darwin.

### Débuts de l'anatomíe

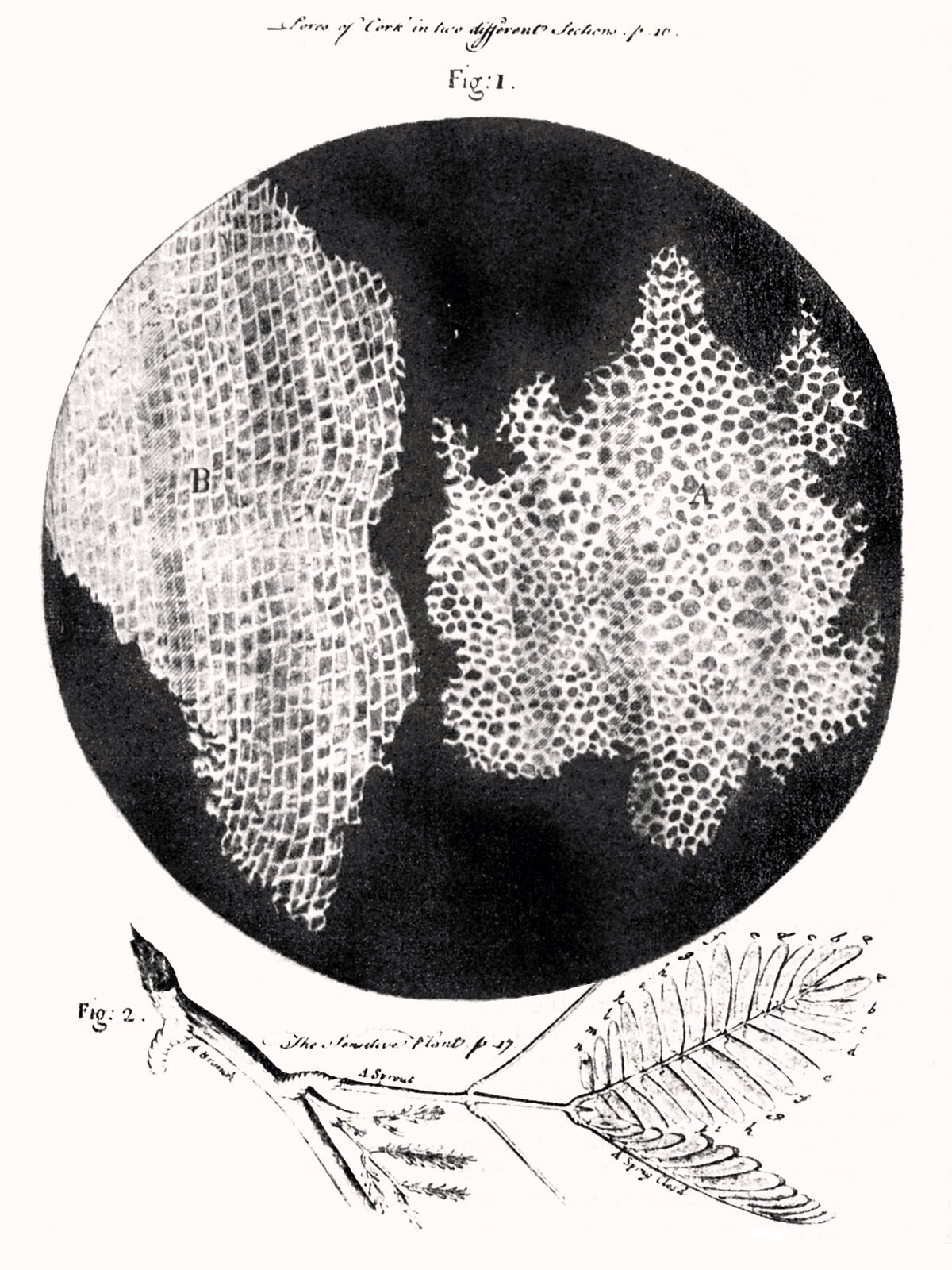
Cellules du liège selon Robert Hooke.

Vers la fin de XVIIe siècle, c'est le début des premières observations des plantes au microscope et les études sur l'anatomie végétale connaissent un grand développement, ce qui devait exercer une grande influence sur les classifications ultérieures. En observant des feuilles au microscope, l'Italien Giovanni Alfonso Borelli (1608-1679) a distingué des taches, des nervures, des poils simples et étoilés.
La microscopie des plantes a atteint un grand intérêt et on considère les Anglais Robert Hooke (1635-1703) et  Nehemiah Grew (1628-1711), l'Italien Marcello Malpighi (1623-1694) et le Néerlandais Antoni van Leeuwenhoek (1630-1723) comme les représentants les plus importants de cette discipline dans le dernier tiers du XVIIe siècle.

Robert Hooke a étudié les mouvements rapides de Mimosa pudica dont toutes les feuilles se replient en quelques secondes lorsque l'une d'elles est touchée.

Hooke est considéré comme l'inventeur du microscope, avec lequel il a observé les tissus et les organes de différentes plantes. Son travail le plus important, Micrographia (1667), contient un grand nombre d'observations réalisées à l'aide du microscope, parmi lesquelles la plus connue est la description du tissu liégeux, dans lequel il a pu observer de petites structures qu'il a appelées précisément « cellules ». En plus de ses études descriptives, il a également travaillé sur des processus physiologiques des plantes, tels que les positions de sommeil et d'éveil des feuilles de Mimosa pudica.
Hooke postula que le mouvement des feuilles était causé par l'excrétion (exhalaison) d'un liquide très délicat. Il a expliqué en outre que la brûlure provoquée par les orties était due à l'écoulement d'une « sève caustique » des poils de la plante
Leeuwenhoek fait à la même époque les premières observations d'organismes microscopiques. Marcello Malpighi (1628-1694) applique le microscope à l'étude de l'anatomie de toutes sortes d'organismes ; son ouvrage, Anatomia Plantarum (1675), contient des études sur l'anatomie végétale et des descriptions systématiques des différentes parties des plantes, comme l'écorce, la tige, les racines et les graines, éclairant des processus tels que la germination ou la formation des galles. Il observe et décrit les faisceaux vasculaires et les stomates, mais n'apporte pas d'explication satisfaisante de leurs fonctions. Beaucoup de figures de Malpighi sur l'anatomie des plantes ne furent pas comprises par les botanistes de son temps, jusqu'à ce que ces structures soient redécouvertes au XIXe siècle. Grew examina méthodiquement les structures des différentes parties des plantes, notant qu'elles sont toutes constituées de cellules. Il est considéré comme l'un des fondateurs de l'étude de l'anatomie des plantes. Le premier de ses grands livres, An idea of a philosophical history of plants, a été publié en 1672, suivi en 1682 par Anatomy of plants, qui se composait de 4 volumes : Anatomy of Vegetables begun, Anatomy of Roots, Anatomy of Trunks et Anatomy of Leaves, Flowers, Fruits and Seeds.
Il est connu pour sa reconnaissance des fleurs comme organes sexuels et pour sa description de leurs parties constitutives. Il a décrit également les grains de pollen, observant qu'ils étaient transportés par les abeilles, mais n'a pas réussi à comprendre le sens de cette observation.

### Débuts de la physiologie végétale

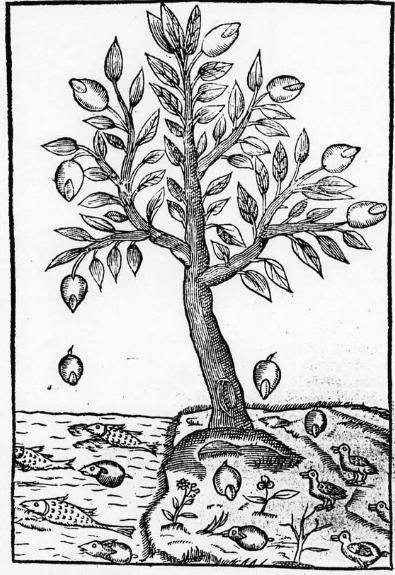
Mythe de la métamorphose des feuilles en poissons et oiseaux.

Bernard Palissy (1510-1590) a expliqué pourquoi les plantes ont besoin d'engrais. Il déclara que les plantes cultivées tirent du sol une certaine quantité de « sels » (sans préciser ce qu'il voulait dire quand il parlait de « sels ») et qu'il fallait compenser cette perte avec l'engrais provenant du fumier ou des cendres de la paille. Ses idées n'ont trouvé aucun écho à son époque.
John Woodward (1665-1728) a montré en 1714 que les graines germées ne se développent pas dans l'eau pure, mais elles le font habituellement quand on ajoute à l'eau un extrait du sol.
Jan Van Helmont (1579-1644) a fait les premiers pas dans la compréhension du rôle de l'eau dans la nutrition des plantes, mais c'est Edme Mariotte qui démontra que pour former leur masse, les plantes ont besoin, en plus de l'eau, de matières tirées du sol et de l'air.
Ces débuts de la physiologie végétale ne doivent pas masquer que la botanique est à cette époque une discipline encore peuplée de légendes. L'homme de sciences Sebastian Münster raconte qu'on trouve en Écosse des arbres dont les fruits, enveloppés dans les feuilles, deviennent des poissons s'ils tombent dans une rivière, et des Bernaches s'ils tombent sur terre. Le savant jésuite Filippo Bonanni pense que certains bois, en pourrissant dans la mer, produisent des vers qui engendrent des papillons, lesquels finissaient par se transformer en oiseaux. Claude Duret fait paraître en 1605 Histoire admirable des plantes et herbes esmerveillables et miraculeuses en nature…, ouvrage dans lequel il illustre cette fable de la métamorphose.

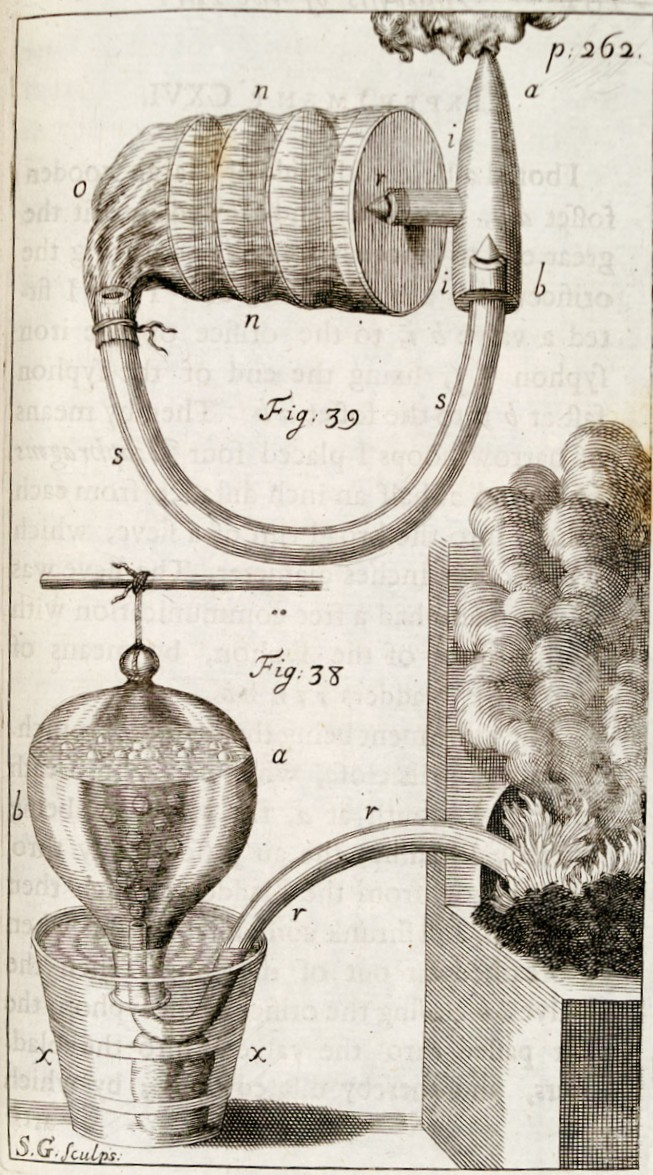
Page 262 de Vegetable staticks de Stephen Hales.

Stephen Hales (1677-1761) a été le premier à décrire scientifiquement le phénomène de la transpiration chez les plantes dans son ouvrage Vegetable staticks de 1727.
À la fin du XVIIIe siècle, la chimie avait avancé suffisamment pour que Joseph Priestley (1733-1804), chimiste et ministre, découvre l'oxygène en 1774, événement qui a permis cinq ans plus tard à Jan Ingenhousz (1730-1790), médecin à la cour de l'impératrice autrichienne, de découvrir l'un des processus physiologiques les plus importants chez les plantes : la photosynthèse. Prietsley a découvert que quand un volume d'air est isolé dans un pot inversé et qu'une bougie est allumée à l'intérieur, la bougie s'éteint en un rien de temps. Il a également découvert qu'une souris placée dans les mêmes conditions « abîme » l'air et a montré que l'air qui a été « lésé » par la flamme de la bougie ou par la souris peut être récupéré par une plante (Experiments and Observations on Different Kinds of Air, « Expériences et observations sur les différents types d'air », de 1774 à 1786).
Ingenhousz a répété les expériences de Priestley et a constaté que c'était la lumière du soleil qui a permis à la plante de récupérer l'air vicié (Experiments upon Vegetables, « expériences sur des végétaux », 1779).
En 1796, Jean Senebier, botaniste et naturaliste suisse, démontra que les plantes consomment du dioxyde de carbone et libèrent de l'oxygène sous l'influence de la lumière sur leur travail (Mémoires physico-chimiques sur l'influence de la lumière solaire pour modifier les êtres des trois règnes de la nature).
À cette découverte, il faut ajouter celle de Nicolas Théodore de Saussure (1767-1845) sur l'échange de gaz et la nutrition minérale des végétaux, publiée dans Recherches chimiques sur la végétation, 1804), qui peut être considérée comme le début de la physiologie végétale. Saussure a démontré dans ce travail que l'augmentation de la masse des plantes lors de leur croissance est due non seulement à l'absorption de l'eau mais aussi à l'incorporation de dioxyde de carbone. Ainsi, la réaction de base par laquelle la photosynthèse est utilisée pour produire des hydrates de carbone à partir du dioxyde de carbone (et de l'eau, comme on le pensait alors, ce qui sera précisé plus tard), a été décrite pour la première fois,,.
Depuis le milieu du XVIIe siècle subsistait la croyance que l'eau seule assurait la croissance des plantes. Grâce au travail de Lavoisier et d'autres scientifiques, cette opinion fut remplacée par celle qu'il y avait deux éléments qui nourrissent les plantes : l'eau et l'air. Deux nouvelles méthodes ont permis de surmonter cette croyance : l'incinération de la matière et l'analyse chimique quantitative qui, appliquées aux plantes, révèlent la présence dans les tissus des éléments minéraux impossibles à expliquer en supposant qu'ils proviennent du complexe eau-air.
Saussure a confirmé de cette manière que les plantes décomposent l'eau et s'approprient ses éléments, qu'elles utilisent le dioxyde de carbone de l'air, que les composants minéraux du sol jouent un rôle crucial dans la nutrition et que leur pénétration dans la plante se réalise sous forme d'une solution dans l'eau.
Il a de plus étudié les facteurs qui peuvent influencer cette pénétration. Avec les travaux de Saussure, la nutrition des plantes fut très éclairée puisque, partant de là, on démontra que les plantes vertes élaborent les substances qui leur sont nécessaires à partir de l'eau, de l'atmosphère et des minéraux présents dans le sol et qui sont absorbés par les racines.

### Cryptogames
En 1675, Johannes Franciscus Van Sterbeeck (1631-1693) publie son ouvrage Theatrum fungorum, premier texte consacré aux champignons, dont le but était d'aider à l'identification précise des champignons comestibles. Les premiers travaux, bien qu'incomplets, à propos de la caractérisation des cryptogames ont été publiés au début du XVIIIe siècle. Johann Jacob Dillenius (1687-1747) a écrit Reproduction of the ferns and mosses (« Reproduction des fougères et des mousses », 1717), et Historia muscorum (« Histoire des champignons », 1741), dans lequel on supposait encore que la poussière contenue dans les structures reproductives des champignons était du pollen, ce que Tournefort rectifia.
En 1792, le botaniste allemand, Johannes Hedwig (1730-1799), clarifie le système reproducteur des mousses et réalise une première ébauche de leur taxinomie dans son ouvrage, Fundamentum historiae naturalis muscorum (« Principes de base de l'histoire naturelle des mousses »), qui marque le début de la discipline botanique consacrée à l'étude de ces organismes, la bryologie.

## Époque contemporaine

### Systèmes naturels de classification

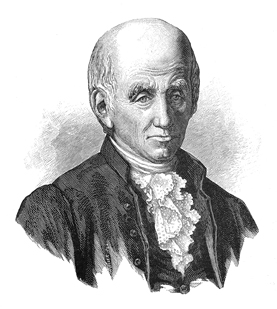
Michel Adanson.

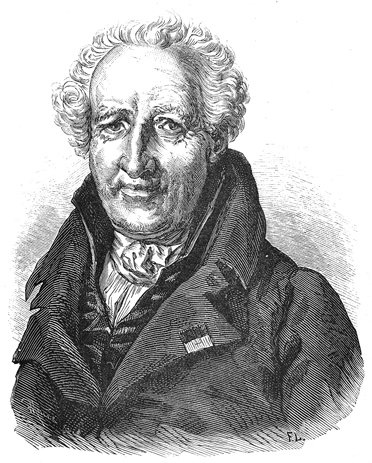
Antoine-Laurent de Jussieu.

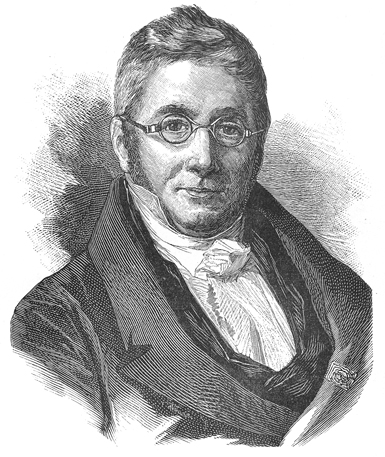
Augustin Pyrame de Candolle.

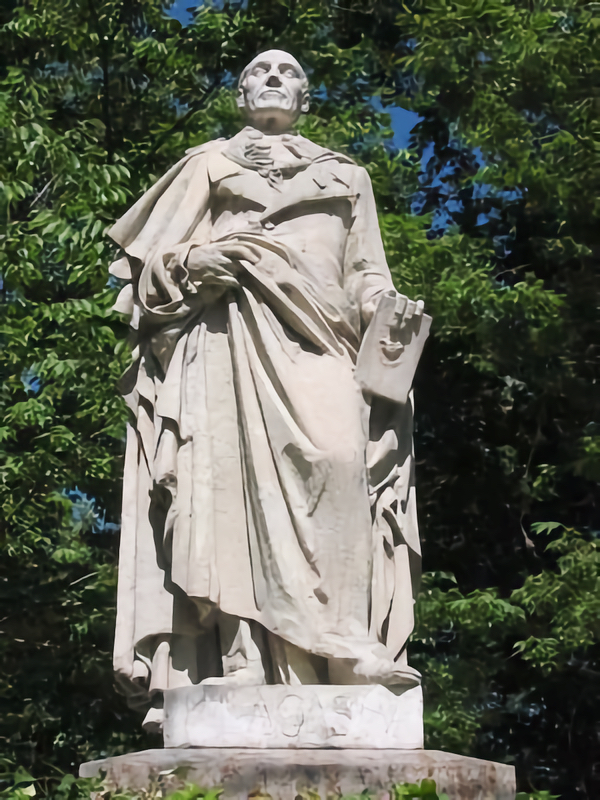
Mariano Lagasca.

Avec le botaniste français Michel Adanson (1727-1806) et son ouvrage « Familles des Plantes » (1763-1764) commence une série de recherches et de propositions de systèmes naturels de classification des plantes basés sur des ressemblances morphologiques. Pour Adanson, « tous les caractères doivent être pris en compte dans le classement et ils ont tous la même importance dans le développement du système ». Suivant cette prémisse, il a utilisé 65 caractères et a créé 65 systèmes de classification différents, établissant, selon les concordances apparues, 58 groupes naturels de la catégorie de la famille, dont 38 sont encore reconnus.
Dans son ouvrage Ordenes Naturales in Ludovici XV Horto Trianonensis dispositi, Bernard de Jussieu (1699-1777), chargé de cataloguer les plantes du jardin botanique de Trianon à Versailles, regroupa les plantes supérieures en 64 ordres, classification qui servit de base pour le travail de son neveu, Antoine-Laurent de Jussieu (1748-1836).
Antoine-Laurent a établi un système de classification dans son livre Genera plantarum secundum ordines naturales disposita, juxta methodum in horto Regio Parisiensi exaratum anno 1774 (« Les genres de plantes ordonnés selon leurs ordres naturels, d'après la méthode utilisée dans les jardins royaux de Paris depuis 1774 », 1789), dans laquelle – contrairement à celle d'Adanson – certains caractères sont considérés comme relativement plus importants que d'autres.
Ainsi, il a donné une grande importance à la présence ou l'absence de cotylédons et à leur nombre, et à la position de la corolle par rapport à l'ovaire, récupérant ainsi des concepts d'épigynie et d'hypogynie de Théophraste. Dans Genera plantarum, il proposa 100 ordres « naturels » (pour quelque 7500 espèces), lesquels se trouvent distribués en trois groupes dénommés : « acotylédones » (littéralement « sans cotylédons »), équivalent à la classe des « cryptogames » de Linné, dicotylédones et monocotylédones. Ces deux derniers groupes sont à leur tour subdivisés en fonction des caractéristiques du périanthe et de la position de l'ovaire des fleurs.
Augustin Pyrame de Candolle (1778-1841) considéra comme caractère taxinomique fondamental la complexité de l'appareil végétatif, divisant les plantes en vasculaires et cellulaires (Théorie élémentaire de la botanique, 1813). Cette classification place les fougères parmi les plantes vasculaires endogènes (ou monocotylédones) et subdivise les plantes cellulaires (ou sans cotylédons) en « foliacées » (comprenant les mousses et hépatiques) et « sans feuilles » (regroupant les champignons, lichens et algues).
Son fils, Alphonse Pyrame de Candolle (1806-1893), a achevé l'ouvrage qu'il avait commencé, Prodromus systematis naturalis regni vegetabilis (« Introduction à la nature systématique du règne végétal ») (1816-1873), dans laquelle toutes les familles connues à l'époque sont traitées et dont le système de qualification supplantait complètement celui de Linné.
Le botaniste écossais, Robert Brown (1773-1858), qui a découvert le noyau en 1831, signale dans son livre, Botanicarum facile princeps (1827), les différences entre angiospermes et gymnospermes et a été le premier à indiquer l'absence chez ces dernières d'enveloppes carpellaires (d'où leur nom qui signifie littéralement « graines nues »), développant une classification des plantes qui a duré jusqu'à nos jours :

« Cryptogames (plantes sans fleurs, comprenant les champignons, les hépatiques, les fougères et les mousses)
- Phanérogames (plantes à fleurs)
  - Gymnospermes (plantes à ovules découverts
  - Angiospermes (plantes à ovules enfermés dans un ovaire)
    - Monocotylédones
    - Dicotylédones »

Stephan Ladislaus Endlicher (1804-1849), botaniste autrichien, établit dans son Genera Plantarum Secundum Ordines Naturales Disposita (1836-1840) une classification dans laquelle les dicotylédones sont regroupées avec les conifères dans une section intitulée « Acramphibrya ». Les dicotylédones, à leur tour, sont subdivisées en trois groupes : « apétales » (sans périanthe), « gamopétales » (dont les pièces du périanthe sont soudées) et « dialypétales » (pièces du périanthe libres). Dans sa classification, comme dans celle de Candolle, les thallophytes et cormophytes sont différenciés non seulement par l'appareil végétatif mais aussi par leurs organes sexuels, excluant ainsi les hépatiques et les mousses des cormophytes. Avec la découverte de l'alternance des générations en 1851 par Wilhelm Hofmeister (1824-1877), la classification des cryptogames reçut une grande impulsion, confirmant et amplifiant les concepts antérieurs. Ainsi, Guillaume Philippe Schimper (1808-1880) établit une importante classification du groupe dans lequel les mousses et hépatiques sont reconnues comme une catégorie taxonomique égale à celles des autres cryptogames. À cette époque, de grandes découvertes sont faites dans ce domaine, comme la clarification de la nature symbiotique des lichens par Simon Schwendener (1829-1919).
Heinrich Anton de Bary (1831-1888), considéré comme le père de la mycologie et de la pathologie végétale, a étudié en profondeur le cycle de vie de nombreuses espèces de champignons, précisant leur reproduction sexuée et l'étiologie de nombreuses maladies des plantes.

### Grandes expéditions
Au cours du XVIIIe siècle, le nombre de spécimens dans les herbiers européens a continué d'augmenter grâce aux nombreuses expéditions vers le Nouveau Monde et d'autres territoires inconnus, parmi lesquelles se détachent les expéditions espagnoles et anglaises.
La Real Expedición Botánica a Nueva España (Expédition botanique royale vers la Nouvelle-Espagne), dirigée par José Mariano Mociño (1757-1820) et Martin Sessé y Lacasta (1751-1808), a été l'une des plus complexes parmi celles, nombreuses, organisées par la Couronne espagnole au cours du XVIIIe siècle, par sa durée, l'étendue de ses parcours (Mexique, Californie, Amérique centrale et Antilles) et l'extraordinaire qualité et quantité des matériaux rassemblés. Se détachent également la Real Expedición Botánica del Nuevo Reino de Granada (Expédition botanique royale du Nouveau royaume de Grenade) réalisée entre 1782 et 1808 par José Celestino Mutis (1732-1808) et l' Expedición Botánica al Virreinato del Perú (Expédition botanique à la vice-royauté du Pérou) réalisée par Hipólito Ruiz (1754-1816) et José Antonio Pavón (1754-1840) entre 1777 et 1786.
Parmi les expéditions anglaises, il faut signaler celle entreprise par Joseph Banks (1743-1820) et Daniel Solander (1733-1782) à bord de l' Endeavour commandé par James Cook (1728-1779). Cette expédition, menée entre 1768 et 1761, a parcouru Madère, l'Amérique du Sud, Tahiti, la Nouvelle-Zélande, l'Australie, Java et l'Afrique du Sud, tous lieux où des centaines de nouvelles espèces de plantes ont été collectées.

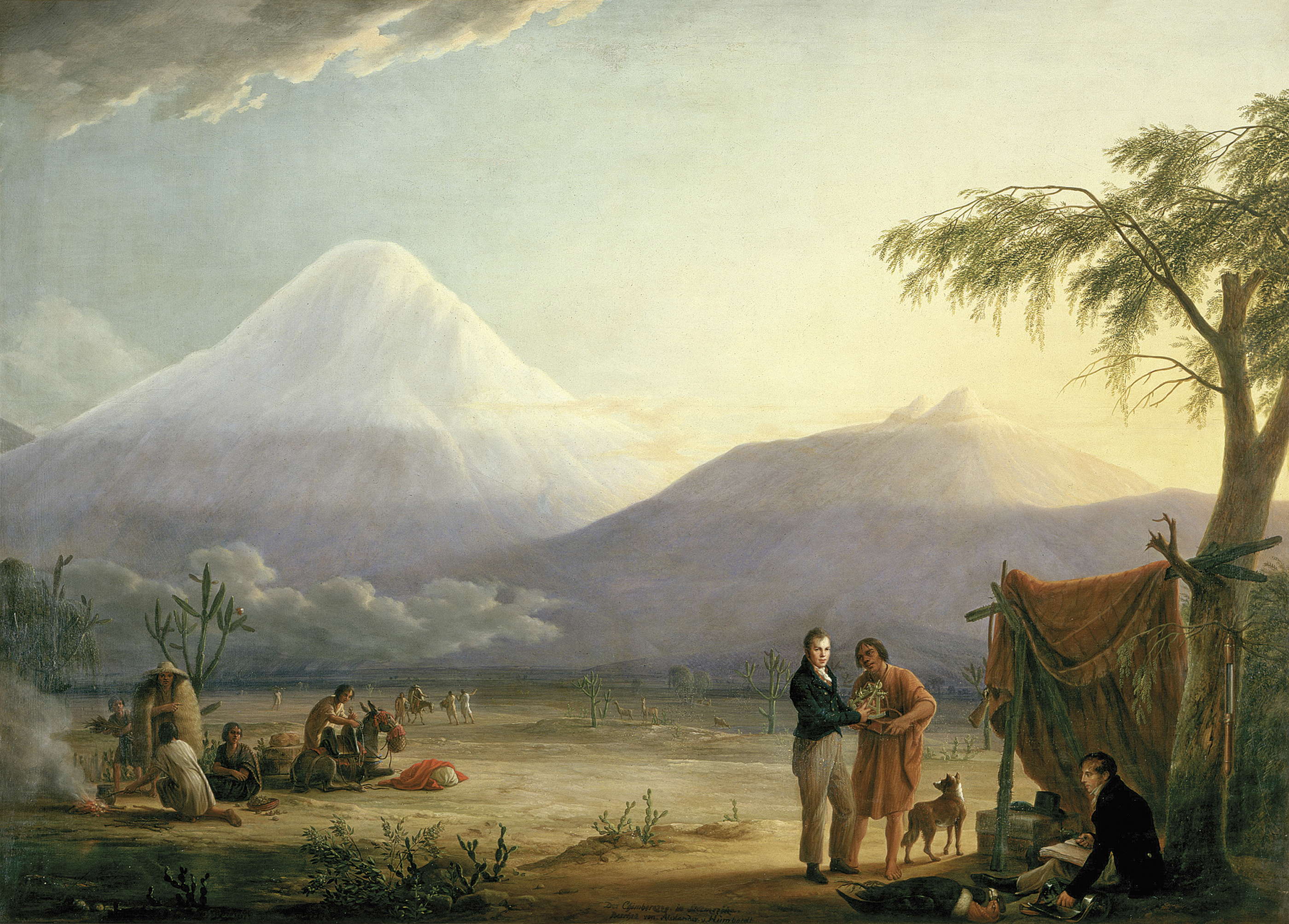
Alexander von Humboldt et Aimé Bonpland au pied du volcan du Chimborazo, tableau de Friedrich Georg Weitsch (1806).

Toutes ces expéditions ont stimulé le développement de traités sur la flore, comme celle du Mexique de Sessé et Mociñoqui cités plus haut (Flora Mexicana de 1885 et Plantae Novae Hispaniae 1889), celle du Chili et du Pérou de Ruiz et Pavon (Flora peruviana et chilensis, de 1798 à 1802), celle de Colombie de Mutis (Flora de Nueva Granada, 1828) celle du Sénégal du Français M. Adanson (Histoire naturelle du Sénégal, 1757), celle d'Égypte du Suédois Peter Forsskål (Flora Ægyptiaco-Arabica sive descriptiones plantarum quas per Ægyptum Inferiorem et Arabiam felicem detexit, illustravit Petrus Forskål) et celle d'Australie de R. Brown (Prodromus Florae Novae Hollandiae et Insulae Van Diemen). Le résultat de cette vision globale et des voyages du naturaliste et géographe, Alexander von Humboldt (1769-1859), est la naissance en 1805 d'une nouvelle science : la phytogéographie ou géobotanique (Essai sur la geographie des plantes, 1807),.

### Développement de l'enseignement de la botanique
Pour ses usages pharmaceutiques et agricoles, mais aussi en raison d'un intérêt croissant pour les sciences de la nature, l'enseignement de la botanique se développe rapidement, appuyé par la constitution de centaines de sociétés savantes, de grands herbiers et de collections de référence, la diffusion d'illustrations naturalistes, d'ouvrages taxonomiques, mais aussi des microscopes et de modèles tridimensionnels (tels que le « Modèle Brendel »).
L'enseignement universitaire s'appuie aussi sur les jardins botaniques.

### Début des systèmes phylogénétiques de classification

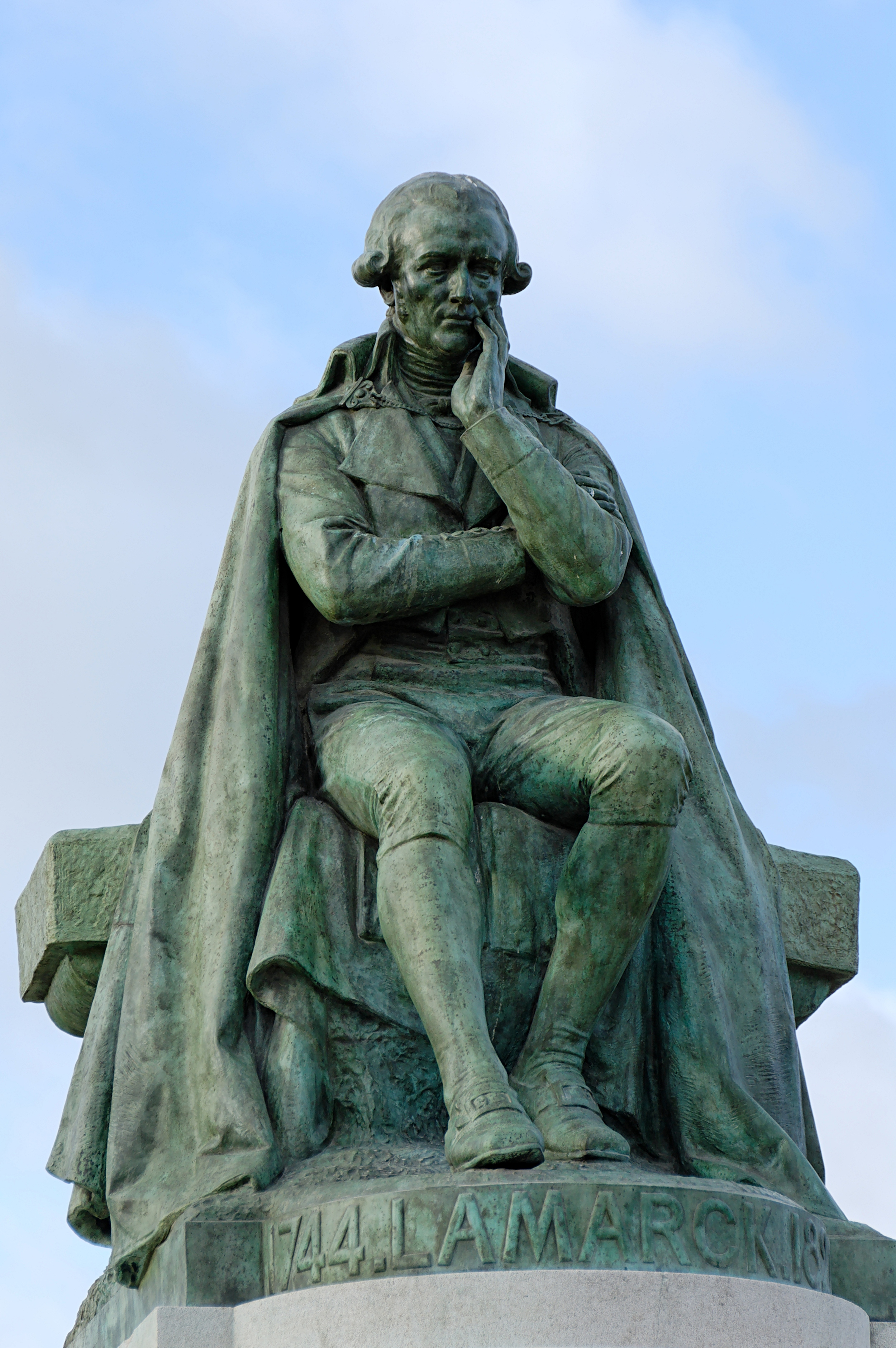
Monument à Lamarck à l'entrée du Muséum national d'histoire naturelle de Paris.

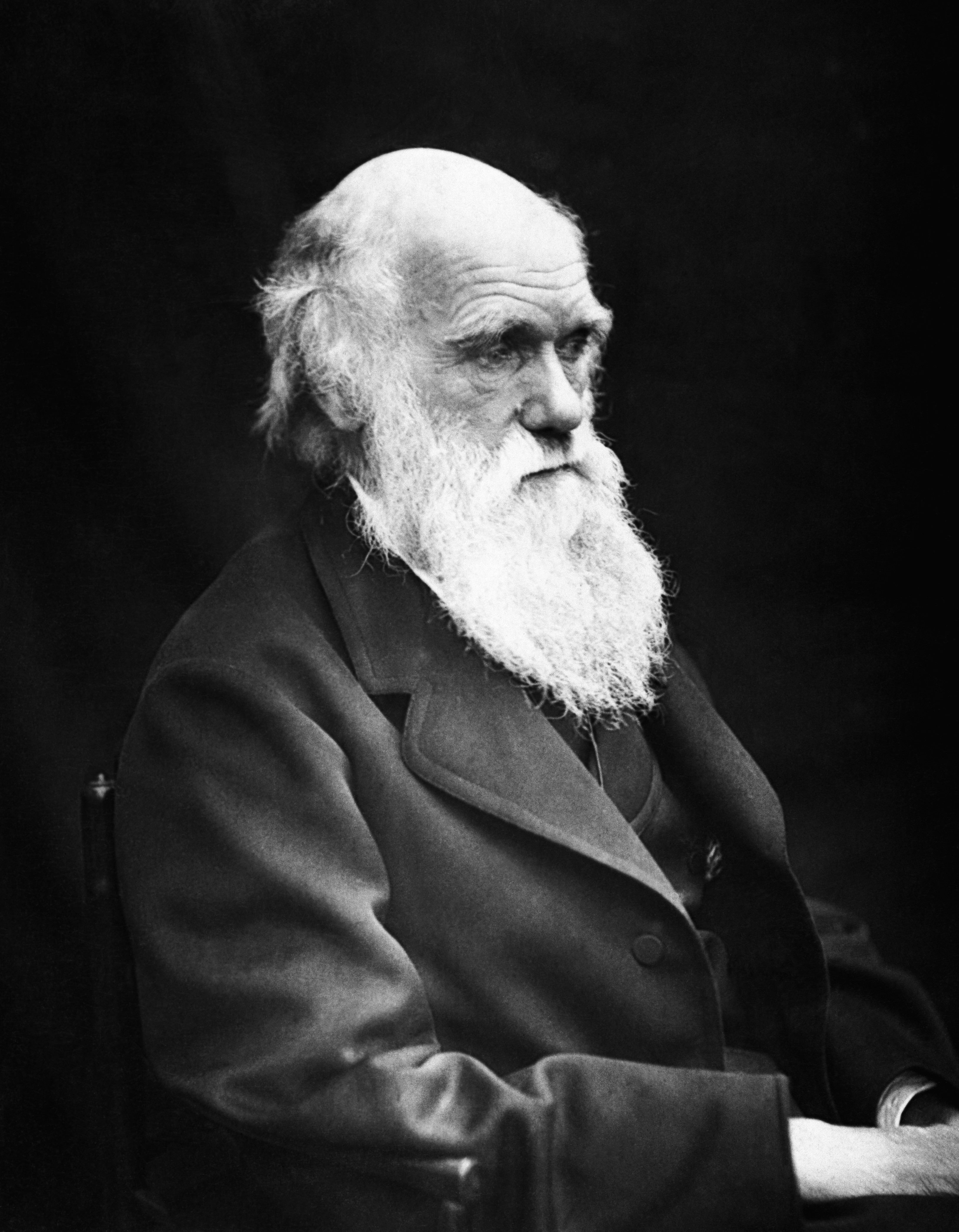
Charles Darwin.

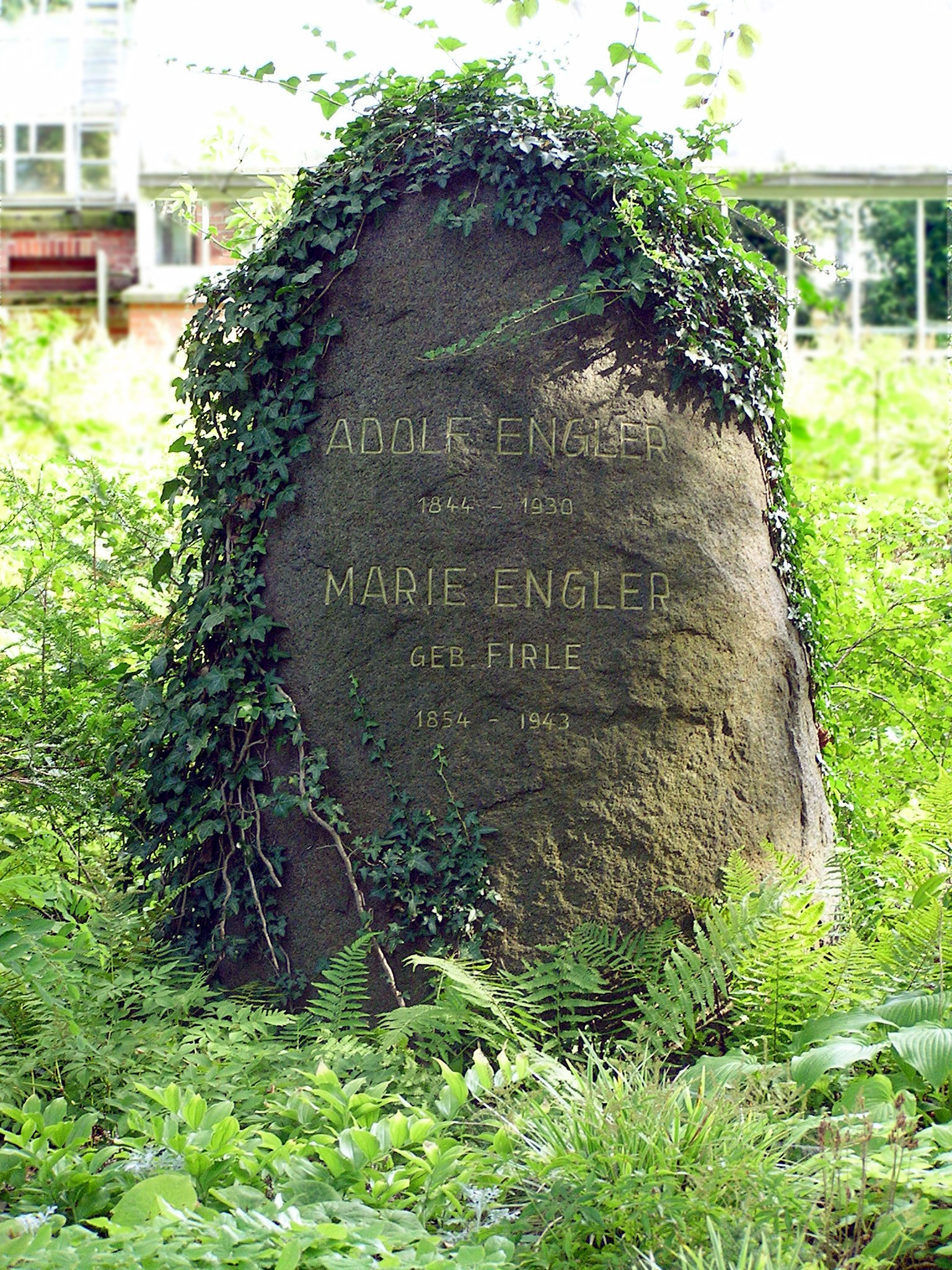
Stèle d'Adolf Engler, Jardin botanique de Berlin.

Au début de XIXe siècle, le naturaliste français Jean-Baptiste Lamarck (1744-1829), connu fondamentalement pour sa contribution à la botanique (Flore Française, 1778, Extrait de la Flore Française, 1792 et Synopsis plantarum in Flora gallica descriptorum, 1806), écrit sa Philosophie zoologique (1809), qui établit les principes de sa théorie de l'évolution, appelée par la suite Lamarckisme. Son modèle évolutif est basé sur trois axes principaux : l'utilisation et la désuétude, la génération spontanée et la tendance immanente vers une plus grande complexité.
Lamarck a cherché à unifier toute la science sous une philosophie générale basée sur quelques lois. Le terme « philosophie » s'appliquait aux XVIIIe et XIXe siècles dans le sens de « théorie » et Lamarck pensait clairement que chaque discipline scientifique devait avoir une base théorique unificatrice qui la dote de cohérence et permette de comprendre les phénomènes étudiés :
« Personne n'ignore que toute science doit avoir sa philosophie, et que c'est seulement par cette voie qu'on peut faire de réels progrès. En vain les naturalistes consumeront tout leur temps à décrire de nouvelles espèces [...] parce que si la philosophie est oubliée, leurs progrès seront sans réalité et l'œuvre entière restera imparfaite. »
Les postulats lamarckiens ont été réfutés plus tard par Charles Darwin (1809-1882) dans son livre L'Origine des espèces (1859), qui établit les bases de la théorie de l'évolution. Darwin a postulé que toutes les espèces d'êtres vivants ont évolué au fil du temps à partir d'un ancêtre commun par un processus appelé sélection naturelle. L'évolution a été acceptée comme un fait par la communauté scientifique et par une grande partie du public du vivant de Darwin, tandis que sa théorie de l'évolution par la sélection naturelle n'a été admise comme la principale explication du processus évolutif qu'à partir des années 1930,
constituant désormais la base de la théorie synthétique de l'évolution. Avec leurs modifications, les découvertes scientifiques de Darwin restent l'acte fondateur de la biologie comme science, car elles constituent une explication logique qui unifie les observations sur la diversité de la vie.
Les idées essentielles de sa théorie ont eu une influence marquante dans la conception de la classification des plantes. Apparaissent ainsi les classifications phylogénétiques, basées avant tout sur les relations de proximité évolutive entre les espèces, reconstruisant l'histoire de leur diversification depuis l'origine de la vie sur Terre jusqu'à aujourd'hui. Ces idées ont reçu une forte impulsion avec la découverte du processus de double fécondation chez les angiospermes et du comportement des chromosomes des plantes pendant la division cellulaire par Adolf Eduard Strasburger (1844-1912),
et la redécouverte de manière indépendante des règles de l'hérédité par Erich von Tschermak (1871-1962), Carl Correns (1864-1933) et Hugo de Vries (1848-1935), parce que malheureusement l'œuvre du père de la génétique, Gregor Mendel (1822-1884, Versuche über Plflanzenhybriden, « expériences sur l'hybridation des plantes », 1866) était passée inaperçue à l'époque.
Le premier système phylogénétique admis est celui du Syllabus der Planzenfamilien (1892) d'Adolf Engler (1844-1930), connu par la suite sous le nom de système d'Engler, qui apporte en outre d'importantes idées sur l'origine de la fleur. Pour Engler, la fleur la plus primitive serait dérivée d'une inflorescence de gymnosperme du type des Gnetées et, par conséquent, devait être apétale (sans calice ni corolle), unisexuée et anémophile (pollinisée par le vent).
Il considéra ensuite les plantes à fleurs unisexuées et à pollinisation anémogame comme les plus primitives des angiospermes ; le périanthe à deux verticilles, constitués de pièces libres qui ont fusionné chez les plantes plus évoluées, serait apparu postérieurement.
Chez les dicotylédones, par conséquent, il considéra comme les plus primitifs les ordres des Piperales, Salicales et Juglandales, entre autres, puisque les espèces appartenant à ces ordres ont des fleurs unisexuées sans enveloppe périanthique ou entourées de pièces réduites à des bractées, typiquement réunies en chatons et anémophiles. Il situa ensuite les ordres à corolle dyalypétale, tels que les Ranales, Rosales et Geraniales, entre autres, et, enfin, les ordres à corolle gamopétale, comme les Ericales et les Cucurbitales. Il réunit les apétales et les dyalipétales dans le groupe des Archiclamideae, et les groupes à corolle gamopétale dans les Metaclamideae, groupe plus évolué mais à origine polyphylétique. Il est à noter le niveau de profondeur atteint par la classification des gymnospermes, qui a été subdivisée en sept catégories : Cycadofilicales, Cycadales, Bennettitales, Ginkgoales, Coniferales, Cordaitales et Gnetales,.
Entre 1887 et 1915, Engler et Karl Anton Eugen Prantl (1849-1893) ont publié une œuvre considérable, Die Natürlichen Pflanzenfamilien, dans laquelle ils révisent la classification de Jussieu et établissent un total de 17 divisions pour les plantes, 15 pour les cryptogames et deux pour les phanérogames. La modification la plus importante par rapport aux cryptogames est la séparation des Pyrrophytes et des Charophytes du reste des algues vertes et la délimitation définitive entre les algues et les champignons. Les cormophytes ont été séparés en deux divisions indépendantes selon que leurs gamétophytes mâles présentent un tube pollinique ou non : les embryophytes siphonogames et les embryophytes asiphonogames respectivement.
Le principal défaut de cette classification fut de considérer comme équivalents le simple et le primitif, ignorant pour l'essentiel la signification de la réduction. Ce système n'est pas entièrement d'extraction phylogénétique, raison pour laquelle il a été très critiqué. Cependant, le système d'Engler et ses nombreuses adaptations ultérieures ont été à la base d'un cadre universel de référence selon lequel ont été structurés (et continuer d'être structurés) de nombreuses flores et de nombreux herbiers dans le monde entier. Bien que certains de ses principes d'interprétation du processus évolutif chez les plantes ont été abandonnés par la science moderne, il reste l'une des propositions les plus acceptées comme cadre global de référence,,.

### Naissance de diverses sous-disciplines
Le botaniste suédois, Erik Acharius (1757-1819), membre de la génération des botanistes qui ont continué l'œuvre de Linné, a consacré son travail à l'étude des lichens, publiant plusieurs ouvrages dans ce domaine, tels que Lichenographiæ suecicæ prodromus (1798), Methodus lichenum (1803), Lichenographia universalis (1810) et Synopsis methodica lichenum (1814), de sorte qu'il est considéré comme le précurseur de la lichénologie.
L'Irlandais William Henry Harvey (1811-1866), auteur de A Manual of the British Algae (1841), Phycologia Britannica (4 volumes, 1846 - 1851), Nereis Boreali-Americana (3 parties 1852 - 1885) et Phycologia Australica (5 volumes, 1858 - 1863), est reconnu comme l'un des plus grands chercheurs dans le domaine de la phycologie, l'étude des algues.
La découverte et l'identification de restes fossiles de plantes et leur utilisation pour reconstituer l'environnement passé et l'évolution des plantes, discipline appelée paléobotanique, a reçu une grande impulsion à cette époque. Kaspar Maria von Sternberg (1761-1838), considéré comme un pionnier dans ce domaine, a établi l'association des plantes fossiles à certains environnements passés et a démontré les similitudes écologiques et botaniques entre les plantes fossiles et les plantes actuelles croissant dans le même environnement. Son travail a beaucoup contribué à changer les idées admises au XVIIIe siècle par rapport à la vie antédiluvienne. Sa plus grande œuvre scientifique, publiée entre  1820 et 1838, comptait 70 titres, dont Versuch einer geognostisch-botanischen Darstellung der Flora der Vorwelt (Étude d'une association géobotanique de la flore préhistorique), est considérée comme celle ayant le plus grand impact.

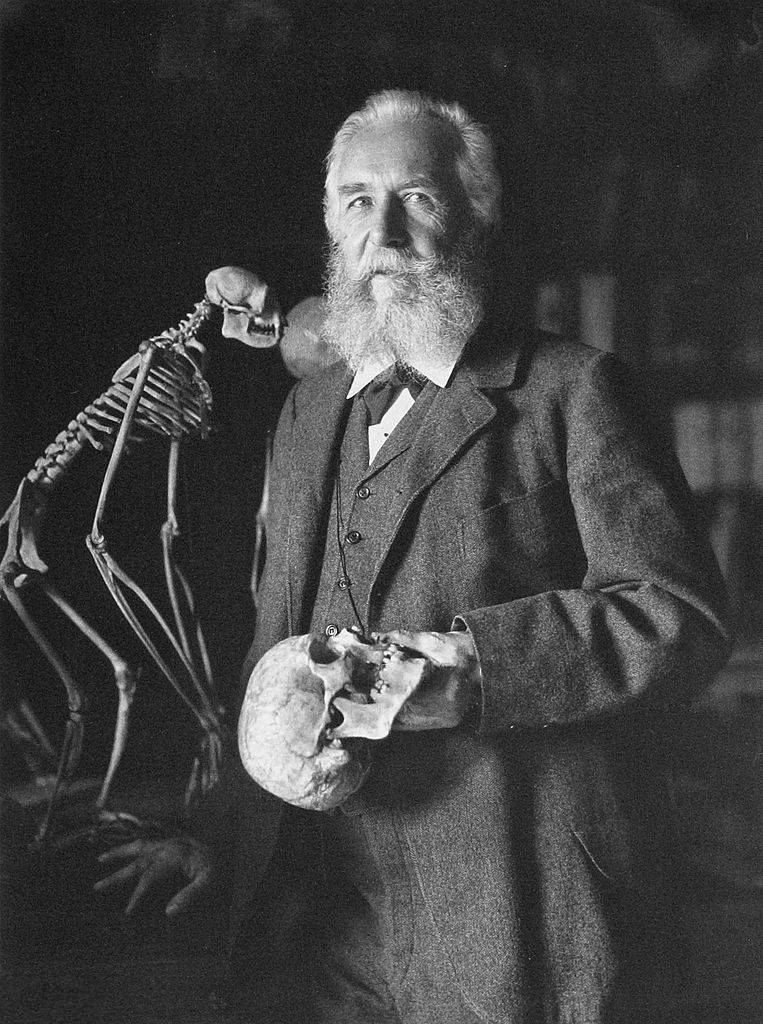
Ernst Haeckel, considéré comme le fondateur de l'écologie.

Le terme écologie a été créé par le biologiste allemand Ernst Haeckel en 1866, qui le définit comme la « science des relations entre les organismes et leur environnement ».
Toutefois, le premier ouvrage consacré à l'écologie (Plantesamfund - Grundtræk af den økologiske Plantegeografi), conjointement avec le premier cours universitaire sur le sujet, a été écrit en 1895 par le botaniste danois, Eugenius Warming (1841-1924), qui est considéré, pour cette raison, comme le fondateur de l'écologie.

### XXesiècle
Au début de siècle sont parus deux ouvrages qui allaient reconstruire les idées de l'école d'Engler. Le premier est Morphology of Angiosperms (« Morphologie des angiospermes », 1904) de John Merle Coulter (1851-1928) et Charles Joseph Chamberlain (1863-1943), le deuxième, On the origin of angiosperms (« Sur l'origine des angiospermes », 1907) immédiatement suivi par Studies on the evolution of angiosperms: the relationship of the angiosperms to the Gnetales (« Études sur l'évolution des angiospermes : relation entre les angiospermes et les Gnétales », 1908) de E.A.N. Arber et John Parkin,.
Dans ces travaux, on postulait que l'origine des premiers angiospermes devait être recherchée dans un groupe de gymnospermes, les Bennettitales, chez lesquelles le repliement des macrosporophiles d'une plante monoïque auraient formé des carpelles fermés, et les feuilles stériles de la partie inférieure constitueraient les pièces du périanthe. Par conséquent, les angiospermes les plus primitives seraient hermaphrodites et présenteraient les pièces du périanthe disposées en spirale, en contradiction avec l'idée d'Engler. Les groupes qui possèdent actuellement ces caractères chez les angiospermes sont les Ranales et les Magnoliales ; les groupes à inflorescence en chaton en seraient ensuite dérivés. Ces idées furent le germe de la nouvelle « école ranalienne » dont les partisans les plus en vue ont été le botaniste anglais, John Hutchinson (1884-1972), le Hongrois, Rezső Soó (1903-1980), l'Arménien, Armen Tajtadzhián (1910-2009), les Américains, Arthur John Cronquist (1919-1992) et Charles Bessey (1845-1915), et l'Autrichien, Friedrich Ehrendorfer (1927 -?).
Charles Bessey a été le premier chef de file de l'école ranalienne et a établi les principes de la nouvelle théorie, opposée à la théorie pseudanthe d'Engler, qui a été appelée « théorie euanthe ». Selon cet auteur, la première fleur serait hermaphrodite avec un périanthe et une pollinisation zoogame et trouverait son origine chez les Cycadophytines. Bessey a supposé l'existence de deux lignées phylogénétiques chez les dicotylédones, une avec l'ovaire supère et l'autre avec l'ovaire infère ou semi-infère, considérant en outre que l'ovaire infère est apparu à plusieurs reprises chez les dicotylédones. La base de sa classification s'appuie sur un ensemble de caractères qu'il considérait comme primitifs ou qui seraient apparus en premier, faisant ressortir que la différence primitif contre évolué n'est pas équivalente à simple contre complexe, puisque des réductions ont pu se produire au cours du processus du changement évolutif. En raison de l'accent qu'il place sur les espèces de la flore nord-américaine, la taxinomie de Bessey dans sa forme originale, qui représente 23 années de travail (1893-1915), eut une application limitée au centre et au nord des États-Unis.
John Hutchinson, dans son livre The Families of Flowering Plants: Arranged According to a New System Based on Their Probable Phylogeny (« Les familles de plantes à fleurs : disposées selon un nouveau système basé sur leur phylogénie probable », 1926 & 1934), établit un classement suivant la théorie euantique, dans lequel il donne une importance particulière au port ligneux ou herbacé, parce qu'il reconnaît à certains groupes une origine polyphylétique. Hutchinson a énoncé 24 principes sur la question de savoir quels caractères doivent être considérés comme les plus primitifs ou comme les plus avancés, principes qui sont désormais largement acceptés.
Arthur John Cronquist a publié en 1960 une classification du règne végétal basée fondamentalement sur le type de nutrition, sur la présence ou l'absence de chlorophylle et d'autres pigments, les types de cils ou flagelles, la structure du noyau, la structure de la paroi cellulaire et d'autres caractères histologiques. Il divise le règne végétal en deux sous-règnes : Embryophyta (Cormophyta) et Thallophyta. Cronquist publie en 1966 avec Armen Tajtadzhián et Walter Zimmermann (On the higher taxa of Embryophyta, « Sur les taxons supérieurs des Embryophytes ») une classification des Embriophytes (avec les sporophytes qui commencent leur développement comme parasites sur le gamétophyte ou sur le sporophyte adulte) dans laquelle il les partage en huit divisions, et pour les plantes à fleurs, il suit les idées d'Armen Tajtadzhián.
En 1968, Cronquist établit pour les angiospermes deux grandes classes, les Magnoliatae et les Liliatae, reconnaissant en outre les subdivisions suivantes :
- Classe des Magnoliatae (dicotylédones)
  - sous-classe des Magnoliidae
  - sous-classe des Caryophyllidae
  - sous-classe des Hammamelididae
  - sous-classe des Rosidae
  - sous-classe des Dillenidae
  - sous-classe des Asteridae
- Classe des Liliatae (monocotylédones)
  - sous-classe des Alismatidae
  - sous-classe des Lilidae
  - sous-classe des Commelinidae
  - sous-classe des Arecidae
  - sous-classe des Zingiberidae

Cette classification, avec les modifications apportées en 1981 (An integrated system of classification of flowering plants, « Système intégré de classification des plantes à fleurs ») a été considérée comme la plus actualisée jusqu'au XXIe siècle. Il faut mentionner également son ouvrage ultérieur de 1988 (The evolution and classification of flowering plants, « L'évolution et la classification des plantes à fleurs »). Le système de Cronquist a été adopté par les grands projets floristiques, dont le Manuel Jepson pour la flore de Californie, la Flora of North America, la Flora of Australia et la Flora of China.

### Règnes du vivant et circonscription actuelle des algues, champignons et plantes
L'idée que la nature puisse être subdivisée en trois règnes (minéral, végétal et animal) a été proposée par Nicolas Lemery (1675) et popularisée par Linné au XVIIIe siècle.
Bien que par la suite des règnes distincts aient été proposés pour les champignons (en 1783), les protozoaires (en 1858) et les bactéries (en 1925), la conception du XVIIe siècle selon laquelle il n'y aurait que deux règnes d'organismes a dominé la biologie pendant trois siècles. La découverte des protozoaires en 1675, et des bactéries en 1683, toutes deux réalisées par Leeuwenhoek,,
a finalement commencé à saper le système des deux règnes. Cependant, un accord général parmi les scientifiques sur le fait que le monde vivant doit être classé en cinq règnes au moins,,,
n'a été obtenu qu'après les découvertes faites par la microscopie électronique dans la seconde moitié du XXe siècle.
Ces résultats ont confirmé qu'il existait des différences fondamentales entre les bactéries et le eucaryotes et ont également révélé l'immense diversité ultrastructurale des protistes. L'acceptation générale de la nécessité de multiples domaines pour inclure tous les êtres vivants doit aussi beaucoup à la synthèse systématique de Herbert Copeland (1956), et aux travaux influents de Roger Yate Stanier (1961-1962), et de Robert Harding Whittaker (1969),.
Dans le système des six règnes proposé par Thomas Cavalier-Smith en 1983
et modifié en 1998,
les bactéries sont traitées dans un seul règne (Bacteria) et les eucaryotes sont divisés en cinq règnes : protozoaires (Protozoa), animaux (Animalia), champignons (Fungi), plantes (Plantae) et Chromista (algues dont les chloroplastes contiennent des chlorophylles a et d, ainsi que d'autres organismes proches sans chlorophylle). La nomenclature de ces trois derniers règnes, objet classique de l'étude de la botanique, est soumise aux règles et recommandations du Code international de nomenclature botanique lesquelles sont publiées par l'Association internationale pour la taxonomie végétale (connue par son sigle IAPT, acronyme de International Association for Plant Taxonomy). Cette association, fondée en 1950, a pour mission de promouvoir tous les aspects de la systématique botanique et de son importance pour la compréhension de la biodiversité, y compris la reconnaissance, l'organisation, l'évolution et la désignation des champignons et des plantes, tant vivants que fossiles.

### Biologie moléculaire des plantes

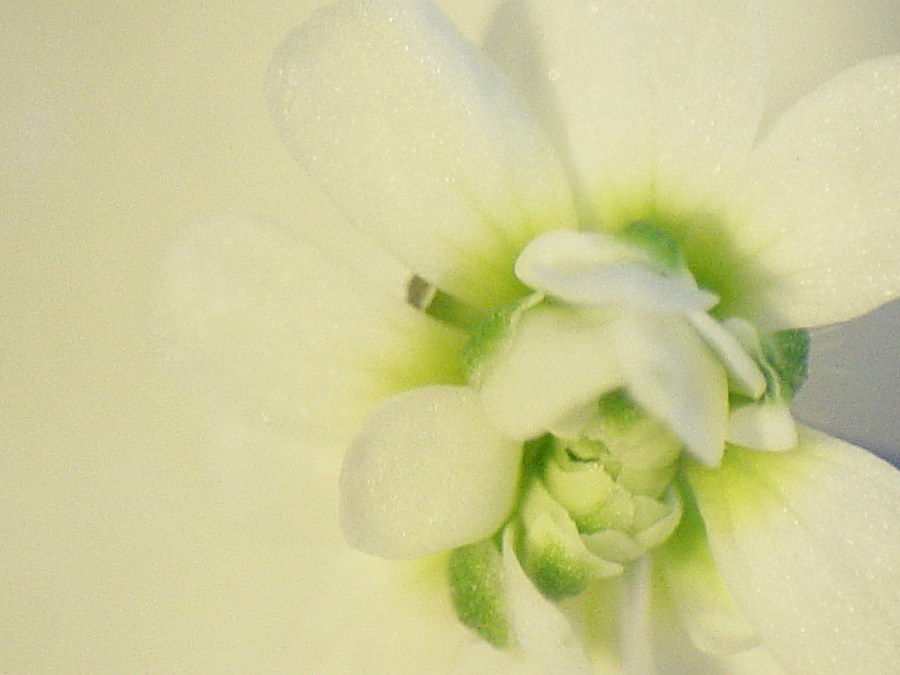
Mutant à fleur double dArabidopsis, documenté à l'origine en 1873.

Arabidopsis thaliana, espèce de la famille de la moutarde et du chou (Brassicaceae), qui pousse presque partout dans l'hémisphère Nord, de petite taille (seulement 10 à 15 cm de haut) avec une durée de vie de 6 à 8 semaines, sans aucune importance agronomique ou esthétique, joue un rôle de premier plan en biologie moléculaire des plantes depuis les années 1980.
La recherche s'est focalisée sur deux écotypes d'Arabidopsis. Le premier est un écotype sauvage, appelé à l'origine « Landsberg », qui a été soumis à une mutagenèse aux rayons X et dont on a sélectionné une lignée mutante connue comme « Landsberg erecta» ou simplement Lan (ou encore Ler), utilisée comme base de référence pour générer de nombreux nouveaux mutants. Le second a été sélectionné dans la population originale de Landsberg non irradiée. C'est un écotype très vigoureux et fertile et on le connaît sous le nom de « Columbia » (ou Col). Il est devenu très populaire dans les années 1990, quand il a été choisi pour le projet de séquençage du génome d'Arabidopsis. Les deux écotypes sont très différents morphologiquement et génotypiquement (ils diffèrent par 50 000 polymorphismes) de sorte qu'ils ont été largement utilisés pour isoler avec une relative facilité des allèles mutants en utilisant la technique du clonage positionnel. Ensemble, les deux écotypes formaient un modèle satisfaisant pour l'étude de la biologie moléculaire des plantes et, de fait, ont commencé à être traités comme un modèle matériel du génome de toutes les plantes.
En fait, le génome de cette espèce a été le premier génome végétal à être séquencé, jusqu'à la fin du XXe siècle
et les informations accumulées sur cette espèce ont permis d'élucider les aspects moléculaires de quelques thèmes centraux de la botanique, tels que les mécanismes moléculaires impliqués dans le processus de floraison, le développement des racines, la réception de la lumière et les interrelations entre des plantes et les agents pathogènes.

### Cytogénétique classique et moléculaire
La cytogénétique est la discipline qui traite de la structure et du comportement des chromosomes, ainsi que des implications génétiques dérivées de son étude.
La cytogénétique classique proprement dite est née au début du XXe siècle, avec des études sur la structure et le comportement des chromosomes du maïs, lesquelles ont dominé une bonne partie des sciences biologiques de l'époque,.
Grâce à ces premiers résultats, on disposait déjà, dès 1930, de cartes détaillées des chromosomes du maïs observés pendant la période de la méiose appelée « pachytène », pendant laquelle chaque chromosome peut être différencié sur la base de sa taille, de la position du centromère, de la longueur de ses chromatides et des modèles de coloration de la chromatine. Ces cartes cytogénétiques furent rapidement disponibles pour les généticiens de plus en plus intéressés par l'étude détaillée du génome. Parmi les nombreuses études cytogénétiques réalisées, il faut signaler les contributions pionnières de Barbara McClintock à la connaissance de la dynamique des « éléments mobiles  », ou transposons, dans les chromosomes du maïs.
Des années plus tard, devait se développer le premier système cytogénétique pour la tomate, basé sur les informations générées par des études sur les chromosomes pachyténiques. C'est précisément ce système complexe qui a servi de base pour le clonage du premier gène de résistance à des maladies chez une espèce végétale.
Après la découverte en 1953 de la structure de ADN par James Watson et Francis Crick, la plupart des travaux scientifiques dans le domaine de la cytogénétique ont été orintés vers la description détaillée de la forme et du nombre de chromosomes et la caractérisation détaillée des mutations. Le développement rapide de nouvelles techniques de coloration et de manipulation des chromosomes permit de poser les bases du grand développement que devait connaître cytogénétique dans les années suivantes.
Le point de départ de la cytogénétique moléculaire remonte aux premières expériences d'hybridation avec des sondes d'ADN et d'ARN marqué radioactivement,.
Malgré l'importance de ces résultats, à cette époque la technique per se n'obtint pas la croissance espérée.
Un an plus tard, on démontra que certains agents fluorescents tels que la quinacrine, permettent d'obtenir des modèles de bandes spécifiques lorsqu'ils se fixent sur des régions chromosomiques riches en guanine.
Ce type de coloration différentielle, connue sous le nom de « bandes-Q », a servi de base à l'identification complète des chromosomes chez l'homme et plus tard chez les plantes.
Le développement de méthodes rapides et précises pour le marquage et la détection de sondes, de même que l'utilisation de logiciels spécialisés pour le traitement d'images, donnèrent une grande impulsion aux techniques modernes basées sur l'hybridation dite in situ fluorescente ou FISH (acronyme de fluorescent in situ hybridization) utilisée d'abord dans la recherche médicale et plus tard en botanique. Vers le milieu des années 1990, les premières études FISH chez différentes espèces végétales sont principalement orientées vers la cartographie des séquences répétitives et de familles multigéniques,
ensuite utilisées dans l'étude comparative des génomes et dans la cartographie physique de différents gènes.

### Phylogénie moléculaire et début d'un nouveau système de classification des angiospermes
Au cours de la dernière décennie du XXe siècle, la reconstruction de la phylogénie des angiospermes a fait un grand pas en avant. D'une part, on a rapidement accumulé une grande quantité d'informations sur les séquences d'ADN de nombreuses espèces végétales, en particulier les séquences de gènes du chloroplaste appelées rbcL,
ce qui a fourni un ensemble de données très instructives. D'autre part, les analyses cladistiques de base de données comme celle mentionnée sont sensiblement améliorées, en particulier par le développement d'une théorie phylogénétique et son application à l'analyse de grandes bases de données,
et la création de diverses méthodes d'inférences statistiques concernant les regroupements d'espèces en clades dans les arbres phylogénétiques,.
On a ensuite établi une ébauche de l'arbre phylogénétique de toutes les angiospermes, identifiant plusieurs clades importants qui impliquent de nombreuses familles. En de nombreuses occasions, cette nouvelle connaissance de la phylogénie a révélé des relations qui se trouvaient en conflit avec les classifications modernes largement utilisées (comme celles décrites plus haut de Cronquist, Thorne et Takhtajan), lesquelles étaient basées sur des similitudes sélectionnés a priori et sur des différences morphologiques.
Il fut évident, pendant une courte période, que les systèmes phylogénétiques de classification développés pendant la plus grande partie du XXe siècle ne reflétaient pas de manière adéquate les relations phylogénétiques entre les angiospermes. Pour cette raison, un groupe de taxonomistes, se faisant appeler « Groupe pour la phylogénie des angiospermes » (plus connu sous le sigle APG, acronyme d' Angiosperm Phylogeny Group) a proposé en 1998 une nouvelle classification pour ce groupe de plantes dans un ouvrage intitulé An ordinal classification for the families of flowering plants.
Le système APG de 1998 comprenait 462 familles réparties en 40 ordres et quelques groupes supérieurs probablement monophylétiques. Ces derniers ont été officieusement appelés monocots, commelinoides (plus tard changé en Commelinidées) Eudicots, Eudicots nucléaires, Rosidées et Astéridées. Cinq ans plus tard, en 2003, les progrès dans les études phylogénétiques dans de nombreux groupes d'angiospermes ont conduit à la compilation et la publication d'un deuxième travail (An update of the Angiosperm Phylogeny Group classification for the orders and families of flowering plants: APG II) connu sous le nom de système de classification APG II, qui approfondit les analyses précédentes, en ajoutant de nouveaux ordres et en circonscrivant d'une nouvelle manière quelques familles.

## Situation actuelle et perspectives de la botanique
Au cours des dernières décennies, d'innombrables exemples de relations évolutives entre les groupes d'organismes, et de séquences d'événements donnant lieu à spéciation qui sont à l'origine de ces organismes, ont fait l'objet de recherches et de publications dans des revues scientifiques.
Ce domaine bouillonnant d'analyses phylogénétiques est fondé sur la capacité existante d'examiner et de comparer des séquences d'ADN et tend à aborder l'un des thèmes majeurs de la biologie : l'évolution de l'espèce humaine et celle de millions d'autres espèces. Comme groupe évolutif, les plantes vertes se distinguent non seulement par le grand nombre de modes de reproduction qu'elles présentent, mais aussi par la façon dont elles produisent leurs propres nutriments grâce à la photosynthèse.
La compréhension de l'origine de la vie sur Terre restera incomplète tant qu'on n'aura pas découvert précisément les processus évolutifs qui ont produit la diversité des espèces végétales existantes.
« Un mystère abominable », telle est la manière dont Darwin décrit l'apparition soudaine des plantes à fleurs dans le registre fossile. Pendant plus de 100 millions années, celles-ci ont été le type le plus commun parmi les plantes sur la planète et, de fait, la masse d'un seul type de plante à fleurs, l'arbre, dépasse celle de tout autre organisme. On a commencé à comprendre la création et l'évolution ultérieure de la structure reproductive, la fleur, responsable de la radiation adaptative de ce groupe d'organismes, bien que le mystère de Darwin ne soit pas encore résolu.
Bien que les connaissances sur les ancêtres des plantes commencent à se préciser, seul un petit nombre de séquences de gènes ont été étudiées. Actuellement[Quand ?], on cherche à augmenter ce nombre et à intégrer l'histoire évolutive que contiennent ces séquences. Plus important encore, il s'agit de synthétiser les avancées scientifiques dans les différents domaines de la connaissance en botanique qui demeurent, par anticipation, sans lien entre eux.
Les angiospermes sont le groupe de plantes qui a le plus attiré l'attention des botanistes, ce qui n'a pas été le cas d'autres groupes (évolutivement plus anciens et beaucoup plus simples à étudier) tels que les bryophytes, raison pour laquelle on attend dans les prochaines années à partir de leur étude l'émergence de nouveaux concepts et paradigmes.
Les algues, autre exemple de groupe qui n'a pas été analysé en profondeur, sont extrêmement diverses et on a découvert qu'elles comprennent au moins sept lignées évolutives différentes, dont une seule est à l'origine du règne des Plantae. En tant que telles, les algues représentent une myriade d'expériences sur l'adaptation susceptibles d'études comparatives en raison de leur simplicité et de leur relative diversité.
La croissance des plantes est également un processus caractéristique en raison de sa plasticité, phénomène qui n'est pas encore entièrement compris. Comme les plantes sont immobiles, ancrées sur un substrat, elle présentent une extrême capacité à modifier leur mode de croissance.
Les plantes ne peuvent pas échapper à un prédateur, à un compétiteur ou à des conditions de milieu qui contrarient leur développement normal. Pour cette raison, elles ont une réponse adaptative consistant à modifier leur croissance et leur développement pour former des structures assez éloignées des structures habituelles. Ces changements spectaculaires dans l'apparence d'un même individu dans différentes conditions environnementales permettent d'aborder un autre aspect essentiel de la biologie : comment les gènes interagissent-ils avec l'environnement pour déterminer la forme et la taille de l'organisme ?, ou autrement dit, quelle est la base génétique de la plasticité?
Outre les avancées de la botanique pure, la botanique appliquée a évolué depuis l'Antiquité pour trouver de nouvelles réponses aux besoins humains croissants, tant dans l'alimentation que dans les applications médicinales, textiles, industrielle et comme source d'énergie renouvelable. Actuellement[Quand ?], de nombreux chercheurs dans le monde consacrent leurs travaux à des sources d'énergie nouvelles, basées sur la fermentation du maïs ou d'autres espèces pour produire de l'éthanol ou du méthanol, ainsi que sur la photosynthèse des algues et leur combustion ultérieure.
La bioremédiation utilisant les plantes, les champignons et les algues est un autre aspect central de la recherche en cours pour atténuer les effets de la pollution produite par les déchets toxiques.
En outre, le rôle des plantes dans le domaine de la médecine s'étend bien au-delà de leur utilisation traditionnelle et continue en pharmacie, pour essayer de convertir diverses espèces végétales en fabriques d'anticorps monoclonaux contre le cancer et d'autres produits biopharmaceutiques (cf. moléculture végétale).
Le rôle des autres organismes, tels que des champignons, dans la recherche de nouveaux composés pour le traitement de diverses maladies a également augmenté. Le génie génétique appliqué aux plantes a pris une place à côté de l'amélioration génétique classique comme un moyen de créer de nouveaux caractères bénéfiques pour les cultures. En fait, la plupart des plantes cultivées destinées à l'alimentation humaine, à la production de fourrages, de fibres textiles et d'huiles comestibles ont été génétiquement modifiées pour augmenter leur tolérance aux maladies, à la sécheresse, aux basses températures, à différents herbicides et aux ravageurs phytophages.
Au cours de l'histoire, le sort de l'espèce humaine a été inextricablement associé aux plantes, depuis le développement de l'agriculture, en passant par les grands voyages de découverte stimulés par la recherche d'épices exotiques, jusqu'à la Révolution verte. Il n'y a aucune raison de supposer que notre destin serait maintenant plus éloigné des plantes que plusieurs siècles ou millénaires auparavant. En fait, la dépendance des êtres humains à l'égard des plantes semble être de plus en plus grande, compte tenu que la majeure partie de l'approvisionnement alimentaire mondial provient d'une vingtaine d'espèces de plantes seulement. La connaissance de ces dernières, de leur structure, de leur fonctionnement et de leurs interrelations, le maintien de leur diversité et l'utilisation de ces plantes pour répondre aux besoins de l'humanité demeurent la mission de la botanique pour les prochains siècles.